# 2010년 FIFA 월드컵
2010년 FIFA 월드컵(영어: 2010 FIFA World Cup, 아프리칸스어: FIFA Sokker-Wêreldbekertoernooi in 2010)은 남자 축구 세계 선수권 대회인 FIFA 월드컵의 19번째 대회이다. 이 대회는 2010년 6월 11일부터 7월 11일까지 남아프리카 공화국에서 열렸다. 대회 본선의 유치전 참가 자격은 아프리카 국가에만 한정되었었다. 2004년, 국제 축구 연맹(FIFA)는 남아프리카 공화국이 이집트와 모로코를 제치고 FIFA 월드컵 대회 본선을 개최하는 최초의 아프리카 국가가 되었음을 선포하였다.
경기는 전국의 9개의 도시에 위치한 10개의 경기장에서 열렸고, 결승전은 남아프리카 공화국의 최대 도시인 요하네스버그에 위치한 사커 시티 경기장에서 열렸다. 32개국이 2007년 8월부터 시작된 전세계의 대회 예선을 뚫고 본선에 안착하였다. 대회 본선의 조별 리그전에서는 각 참가국은 4개국씩 8개조로 나뉘어 리그전을 펼쳤고, 가장 많은 승점을 쌓은 2개국이 다음 라운드에 진출하였다. 이렇게 남은 16개국이 세 차례의 토너먼트전 경기를 통해 결승전에 진출할 국가를 결정하였다.
결승전에서 UEFA 유로 2008 우승국 스페인이 두 차례 FIFA 월드컵 준우승을 거두었던 네덜란드와 연장전 접전 끝에 연장후반 막판 안드레스 이니에스타의 오른발슛으로 1-0으로 승리해 대회 첫 우승을 차지하였고, 스페인은 대회를 우승한 8번째 국가이자 유럽 밖에서 FIFA 월드컵을 우승한 첫 유럽 우승국이 되었다. 이전에 비유럽 국가에서 열린 FIFA 월드컵은 모두 남아메리카 국가들이 우승했었다. 이 대회 우승으로 스페인은 세계를 대표로 2013년 FIFA 컨페더레이션스컵 참가 자격을 얻었다. 개최국 남아프리카 공화국, 전 대회 우승국 이탈리아, 그리고 전 대회 준우승국 프랑스는 모두 조별 리그에서 탈락하였다. 이번 대회는 개최국이 1라운드에서 탈락한 최초의 대회이자 전 대회 결승 진출팀(우승-이탈리아, 준우승-프랑스)이 함께 1라운드에서 탈락한 최초의 대회였다. 뉴질랜드는 이 대회 본선에서 3무의 성적을 거두어 우승국 스페인과 더불어 대회의 무패국가가 되었으나, 조별 리그를 통과하지는 못하였다.
공식 슬로건은 '이제 때가 왔다. 전 아프리카의 축제'(Ke Nako. Celebrate Africa's Humanity)로 하였다.

## 개최국 선정
아프리카는 짧은 기간동안 존재하다 2007년에 폐지된 대륙 순환 개최제도에 따라 2010년 FIFA 월드컵의 개최 대륙으로 선정되었다. 5개국이 2010년 FIFA 월드컵 유치전에 뛰어들었다: 남아프리카 공화국, 모로코, 이집트가 단독으로, 그리고 리비아 튀니지가 공동으로 유치 신청을 했다.
FIFA 상임위원회가 대회 공동 개최를 불허하기로 결정함에 따라, 튀니지는 유치전을 포기하였다. 위원회는 리비아의 단독 개최를 공식 조건 목록에 미달함에 따라 유치전 참가 대상에서 배제하였다.
개최국 최종 선정은 2004년 5월 14일, 취리히에서 제프 블라터 FIFA 회장의 기자 회견에서 결정되었다; 1차전 투표에서 남아프리카 공화국은 14표를, 모로코는 10표를 득표하였고, 이집트는 한표도 못 얻었다. 그에 따라, 2006년 대회 유치를 아깝게 실패했던 남아프리카 공화국이 이 대회의 개최권을 획득하였다. 남아프리카 공화국의 유치전 승리를 이끌었던 넬슨 만델라 전 대통령은 FIFA 월드컵 트로피를 들어올렸다.
| 남아프리카 공화국 | 14 |
| 모로코            | 10 |
| 이집트            | 0  |

2006년과 2007년, 다수의 언론 매체를 통해 2010년 FIFA 월드컵의 개최권이 다른 국가로 이동할 수 도 있다는 소문이 돌았다. 프란츠 베켄바워, 호어스트 R. 슈미트, 그리고 몇몇 FIFA 상임위원회는 남아프리카 공화국의 준비 과정에서의 계획, 조직, 그리고 준비 진행 속도등에 의문을 제기하였다. FIFA 공식관계자들은 남아프리카 공화국이 이전 FIFA 월드컵과 마찬가지로 계획 외의 변수로는 대규모 자연 재해밖에 없다며 개최국으로써 훌륭한 역할을 할 것임을 자신하였다.

### 매수 및 부패 혐의
2015년 5월 28일, 2015년 국제 축구 연맹 부패 사건을 주제로 한 언론의 보도 내용에 의하면 남아프리카 공화국의 고위 관계자들이 FIFA 월드컵 유치를 위해 잭 워너 전 FIFA 부회장과 타 FIFA 상임위원들에게 $10M을 건냈다고 밝혔다.
2015년 6월 4일, 척 블레이저 FIFA 상임위원은 FBI와 스위스 당국과 협력 하에, 그와 다른 FIFA 상임위원들이 1998년과 2010년 FIFA 월드컵에서 남아프리카 공화국의 선전을 위해 매수되었다고 확인하였다. 블레이저는 "나와 다른 FIFA 상임위원들이 합의 하에 2010년 FIFA 월드컵 개최국으로 남아프리카 공화국을 선정하기 위해 뇌물을 받았다."고 발언하였다.
2015년 6월 6일, 데일리 텔레그래프는 모로코가 유치전의 실제 승자였으나, 남아프리카 공화국이 대신 유치권을 가져갔다고 보도했다.

## 지역 예선
2010년 FIFA 월드컵의 예선 추첨식은 2007년 11월 25일, 더반에서 열렸다. 개최국인 남아프리카 공화국은 개최국 자격으로 본선에 자동 진출하였다. 전 대회 우승국 자동 진출권 제도가 이미 폐지된 뒤였기에 전 대회와 마찬가지로 전 대회 우승국은 자동 진출권을 받지 못하였고, 그래서 전 대회 우승국인 이탈리아도 지역 예선을 뚫고 올라갔다. 총 208개국의 FIFA에 등록된 국가대표팀 중 204개국이 참가하였고, 그에 따라 2010년 FIFA 월드컵은 2008년 하계 올림픽과 함께 최다 국가가 참가한 스포츠 대회로 기록되었다.
예선 진행 과정에서 몇 차례 논란의 상황이 발생하였다. 아일랜드와 프랑스 간의 플레이오프 2차전에서 티에리 앙리 프랑스 주장이 주심 몰래 손으로 공을 쳤고, 이는 프랑스가 아일랜드를 제치고 본선으로 향하게 한 결정적인 골로 이어졌으며, 그 때문에 큰 논란과 격렬한 토론을 야기하였다. 그럼에도 불구하고 FIFA는 아일랜드 축구 협회의 재경기 청원을 거절하였고, 아일랜드는 이후에 이례적인 33번째 FIFA 월드컵 참가국이 되기 위한 제안을 취소하였다. 그 결과, FIFA는 기술의 도입 혹은 최고위 대회에 심판진을 추가 투입에 관한 보고서를 발표하였으나, 남아프리카 공화국에서 열릴 본선 대회에서 골라인쪽 부심의 빠른 판단을 따르기로 결정하였다.

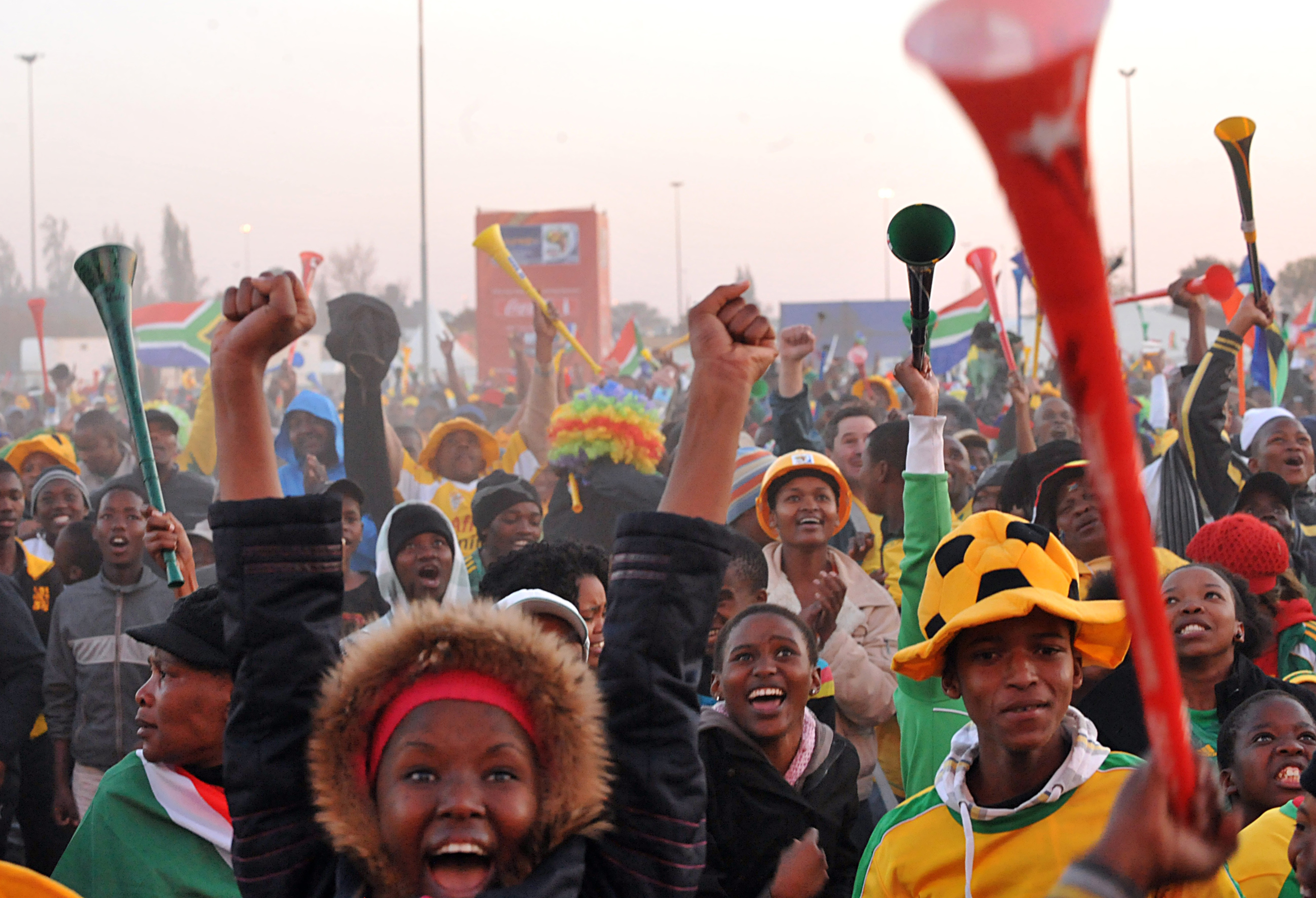
남아프리카 공화국에서 부부젤라를 들고 2010년 FIFA 월드컵을 관전하는 사람들

코스타리카는 우루과이가 CONMEBOL-CONCACAF 대륙간 플레이오프에서 기록한 결승골에 대해 항의하였고, 이집트와 알제리간의 2009년 11월 경기에서는 군중 문제에 부딪쳤다. 공정한 경기를 주제로, 제프 블라터 FIFA 회장은 다음과 같이 발표하였다:
저는 공정한 경기를 준수하는 선수들과 감독들에 간청합니다. 2010년에는 축구가 단순한 공차기가 아니라 사회, 문화적인 가치 ... (중략) ... 따라서 선수들이 '공정한 경기를 준수할 것'을 부탁드리며, 전세계에 훌륭한 사례가 되기를 바랍니다.

슬로바키아는 독립국으로써 첫 출전하였으나, 체코슬로바키아의 일원으로 1990년 대회에 참가했었다. 북한은 1966년 대회 이래 처음으로 본선에 모습을 드러냈다. 온두라스와 뉴질랜드는 1982년 대회 이래 처음으로 본선 무대에 등장하였고, 알제리도 1986년 대회 이후로는 처음으로 본선에 안착하였다.
이 대회 본선행이 좌절된 국가로는 이전 3대회에 연속으로 출전했던 사우디아라비아, 튀니지, 그리고 크로아티아, 이전 2대회에 연속 출전했던 스웨덴, 폴란드, 그리고 에콰도르, 그리고 UEFA 유로 2008 4강 진출국인 러시아와 터키가 있었다.

### 참가국 목록
다음은 본선에 진출한 32개국과 각국의 2010년 5월 26일 기준의 FIFA 랭킹이다:

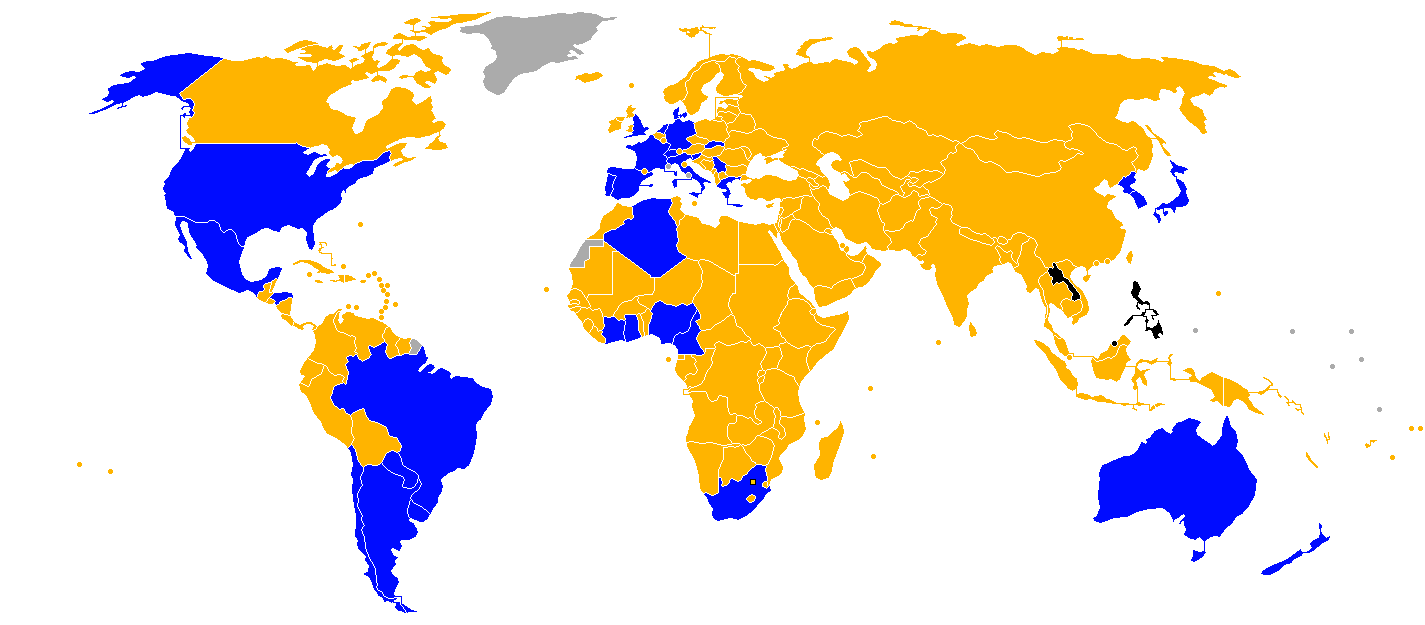
본선 진출국
탈락국
불참국
FIFA 비회원국

| AFC (4) - 대한민국 (47) - 북한 (105) - 오스트레일리아 (20) - 일본 (45) CAF (6) - 가나 (32) - 나이지리아 (21) - 남아프리카 공화국 (83) (개최국) - 알제리 (30) - 카메룬 (19) - 코트디부아르 (27) | CONCACAF (3) - 멕시코 (17) - 미국 (14) - 온두라스 (38) CONMEBOL (5) - 브라질 (1) - 아르헨티나 (7) - 우루과이 (16) - 칠레 (18) - 파라과이 (31) OFC (1) - 뉴질랜드 (78) | UEFA (13) - 그리스 (13) - 네덜란드 (4) - 덴마크 (36) - 독일 (6) - 세르비아 (15) - 스위스 (24) - 스페인 (2) - 슬로바키아 (34) - 슬로베니아 (25) - 이탈리아 (5) - 잉글랜드 (8) - 포르투갈 (3) - 프랑스 (9) |  |

## 준비 과정
5개의 구장이 신축되었고, 5개의 기존 구장이 증축되었다. 경기장 건설에 투입된 예산은 8.4M ZAR이었다.
남아프리카 공화국은 개최 도시들의 대중교통수단 인프라를 확대하였는데, 요하네스버그의 하우트레인과 지하철망, 주요 도로망이 개선되었다. 2009년 3월, 2010년 FIFA 월드컵 조직위원회장 대니얼 알렉산더 조던이 모든 경기장의 건설은 차질 없이 계획대로 진행되며 6개월 뒤 본선에 사용될 모든 경기장이 완공될 것임을 보고하였다.
국가 당국에서는 경기장 인근의 비행을 일시적으로 금지하는 등의 관중에 안전과 보안을 목적으로 FIFA 규정에 부합하는 조치를 취했다.
대회 개막을 100일 앞두고, 제프 블라터 FIFA 회장은 남아프리카 공화국의 대회 준비 태세에 찬사를 표했다.

### 건설 파업
2009년 7월 8일, 신축 구장 건설에 투입된 70,000명의 건설 근로자들이 일손을 놓았다고 보도되었다. 다수의 근로자들은 월급으로 2,500 ZAR을 지급받았으나, 조합에 의하면 일부 근로자들은 그에 훨씬 미치치도 못하는 급여를 받았다고 주장하였다. 국가 광부 노동 조합은 SABC에 FIFA가 조직위원회에 징계를 내리기 전까지 "급여 없이 일 안한다" 파업 운동을 계속할 것이라 못박았다. 다른 조합의 경우에는 2011년까지 파업할 것이라 으름장을 놓았다.
파업 문제는 빠르게 해결되었고 근로자들은 1주일 내로 공사 작업을 재개하였다. 이후 모든 경기장의 완공 시점까지 파업이 없었고, 모든 활동은 행사 일정에 맞추어 준비를 완료하였다.

## 상금
FIFA에 의하면 32개국에 주어질 상금의 총 합은 $420M ($40M의 지역 구단에 주어지는 급여 포함) 으로, 2006년 대회와 비교해 60%가 증가하였다. 대회를 앞두고, 32개국은 대회 준비 비용으로 $1M을 받았다. 대회 후, 상금은 다음과 같이 배분되었다:
- 조별 리그 탈락국 (16개국) - $8M (2016년 가치로 환산하면 $8.68M[37])
- 16강 탈락국 (8개국) - $9M (2016년 가치로 환산하면 $9.77M[37])
- 8강 탈락국 (4개국) - $14M (2016년 가치로 환산하면 $15.19M[37])
- 4위 - $18M (2016년 가치로 환산하면 $19.53M[37])
- 3위 - $20M (2016년 가치로 환산하면 $21.7M[37])
- 준우승국 - $24M (2016년 가치로 환산하면 $26.04M[37])
- 우승국 - $30M (2016년 가치로 환산하면 $32.55M[37])

FIFA 월드컵이 시작되면 FIFA는 우선적으로 대회에 참가하는 국가대표팀에 해당하는 국가의 구단에 지원금이 지급되었다. 구단들에게 지급한 지원금을 합산하면 총 $40M에 달한다. 이는 2008년에 FIFA가 현재 소멸된 유럽 클럽들간의 이익 단체 G-14이 2005년부터 대회에서 국가대표팀을 대표로 참가해 부상으로 발생할 수 있는 금전적 피해에 대한 보상금의 지급을 요구한 데에서 나왔는데, 예를 들어 벨기에 구단 샤를루아가 모로코 국가대표 압델마지드 울메르스를 2004년 친선 경기에서 부상으로 전력적 타격을 입은 것과, 잉글랜드가 뉴캐슬 유나이티드가 잉글랜드 국가대표 마이클 오언을 2006년 FIFA 월드컵으로 인해 타격을 본 것을 예로 볼 수 있다.

## 장소

### 개최도시 및 경기장
2005년, 조직위원회는 FIFA 월드컵에 사용될 13개의 후보 구장 목록을 공개하였다: 넬스프루이트, 더반, 루스텐버그, 블룸폰테인, 오크니, 요하네스버그 (2곳), 케니프타운, 클러크스도프, 킴벌리, 게베하, 폴로콰네, 프리토리아. 이중 10개 구장이 본선에 사용될 경기장으로 최종 선정되었고, 최종 선정된 구장은 2006년 3월 17일에는 FIFA에 의해 확인되었다.
몇몇 고지대에 있는 구장에서는 공의 궤적과 선수 기량에 영향을 주었으나, FIFA의 수석 의료부는 이 변수를 큰 변수로 보지 않았다. 본선에 사용될 10개 구장들 중 6개가 해발 1200m 이상의 고도에 있었고, 최고도에 위치한 요하네스버그에 위치한 두 구장(사커 시티와 엘리스 파크)은 고도가 약 1750m 되는 곳에 위치했다. 각 구장들을 고도 순으로 나열하면 다음과 같다: 사커 시티와 엘리스 파크 스타디움 (1753m), 로열 바포켕 스타디움 (1500m), 프리스테이트 스타디움 (1400m), 피터 모카바 스타디움 (1310m), 로프터스 버스펠드 스타디움 (1214m), 음봄벨라 스타디움 (660m), 그린 포인트 스타디움, 넬슨만델라베이 경기장, 그리고 모지스 마비다 스타디움 (해수면 인근)
| 요하네스버그                                                               | 케이프타운 | 더반 | 요하네스버그                                                               |
| -------------------------------------------------------------------------- | --- | --- | -------------------------------------------------------------------------- |
| 사커 시티                                                                  | 그린 포인트 스타디움 | 모지스 마비다 스타디움                                                                                                  | 엘리스 파크 스타디움                                                       |
| 남위 26° 14′ 5.27″ 동경 27° 58′ 56.47″ / 남위 26.2347972° 동경 27.9823528° | 남위 33° 54′ 12.46″ 동경 18° 24′ 40.15″ / 남위 33.9034611° 동경 18.4111528°                                             | 남위 29° 49′ 46″ 동경 31° 01′ 49″ / 남위 29.82944° 동경 31.03028°                                                       | 남위 26° 11′ 51.07″ 동경 28° 3′ 38.76″ / 남위 26.1975194° 동경 28.0607667° |
| 수용인원: 84,490명                                                         | 수용인원: 64,100명 | 수용인원: 62,760명 | 수용인원: 55,686명                                                         |
|                                                                            | | |                                                                            |
| 프리토리아                                                                 | 요하네스버그케이프타운더반프리토리아게베하폴로콰네넬스프루이트블룸폰테인루스텐버그2010년 FIFA 월드컵(남아프리카 공화국) | 요하네스버그케이프타운더반프리토리아게베하폴로콰네넬스프루이트블룸폰테인루스텐버그2010년 FIFA 월드컵(남아프리카 공화국) | 게베하                                                                     |
| 로프터스 버스펠드 스타디움                                                 | 요하네스버그케이프타운더반프리토리아게베하폴로콰네넬스프루이트블룸폰테인루스텐버그2010년 FIFA 월드컵(남아프리카 공화국) | 요하네스버그케이프타운더반프리토리아게베하폴로콰네넬스프루이트블룸폰테인루스텐버그2010년 FIFA 월드컵(남아프리카 공화국) | 넬슨만델라베이 경기장                                                      |
| 남위 25° 45′ 12″ 동경 28° 13′ 22″ / 남위 25.75333° 동경 28.22278°          | 요하네스버그케이프타운더반프리토리아게베하폴로콰네넬스프루이트블룸폰테인루스텐버그2010년 FIFA 월드컵(남아프리카 공화국) | 요하네스버그케이프타운더반프리토리아게베하폴로콰네넬스프루이트블룸폰테인루스텐버그2010년 FIFA 월드컵(남아프리카 공화국) | 남위 33° 56′ 16″ 동경 25° 35′ 56″ / 남위 33.93778° 동경 25.59889°          |
| 수용인원: 42,858명                                                         | 요하네스버그케이프타운더반프리토리아게베하폴로콰네넬스프루이트블룸폰테인루스텐버그2010년 FIFA 월드컵(남아프리카 공화국) | 요하네스버그케이프타운더반프리토리아게베하폴로콰네넬스프루이트블룸폰테인루스텐버그2010년 FIFA 월드컵(남아프리카 공화국) | 수용인원: 42,486명                                                         |
|                                                                            | 요하네스버그케이프타운더반프리토리아게베하폴로콰네넬스프루이트블룸폰테인루스텐버그2010년 FIFA 월드컵(남아프리카 공화국) | 요하네스버그케이프타운더반프리토리아게베하폴로콰네넬스프루이트블룸폰테인루스텐버그2010년 FIFA 월드컵(남아프리카 공화국) |                                                                            |
| 폴로콰네                                                                   | 넬스프루이트 | 블룸폰테인 | 루스텐버그                                                                 |
| 피터 모카바 스타디움                                                       | 음봄벨라 스타디움 | 프리스테이트 스타디움                                                                                                   | 로열 바포켕 스타디움                                                       |
| 남위 23° 55′ 29″ 동경 29° 28′ 08″ / 남위 23.924689° 동경 29.468765°        | 남위 25° 27′ 42″ 동경 30° 55′ 47″ / 남위 25.46172° 동경 30.929689°                                                      | 남위 29° 07′ 02.25″ 동경 26° 12′ 31.85″ / 남위 29.1172917° 동경 26.2088472°                                             | 남위 25° 34′ 43″ 동경 27° 09′ 39″ / 남위 25.5786° 동경 27.1607°            |
| 수용인원: 41,733명                                                         | 수용인원: 40,929명 | 수용인원: 40,911명 | 수용인원: 38,646명                                                         |
|                                                                            | | |                                                                            |

다음 구장들도 FIFA의 규정에 부합하게 새단장하였다:
| - 세실 페인 경기장 - 돕슨빌 경기장 - 겔반데일 경기장 - 자이언트 경기장 - HM 피톄 경기장 - 킹 즈웰리티니 경기장 - 올림피아 파크 경기장 - 올란도 경기장 | - 프린세스 마고고 경기장 - 라비 리지 경기장 - 랜드 경기장 - 루임시그 경기장 - 세이사 라마보두 경기장 - 슈거 레이 줄루 경기장 - 수퍼 경기장 |

### 국가별 베이스캠프 위치
베이스캠프는 각 32개국 대표팀 선수들이 FIFA 월드컵 대회를 앞두고 머물면서 훈련한 장소이다. 2010년 2월, FIFA는 각 참가국들의 베이스캠프 위치를 발표하였다. 15개국이 하우텡 주에 자리를 잡았고, 7개국은 콰줄루나탈 주에 머물렀고, 4개국은 웨스턴케이프 주에, 3개국은 노스웨스트 주에 묵었고, 음푸말랑가 주, 이스턴케이프 주, 그리고 노던케이프 주에도 각각 1개국씩 머물렀다.
| 노던케이프 주 (1) - 우루과이 노스웨스트 주 (3) - 대한민국 - 스페인 - 잉글랜드 웨스턴케이프 주 (4) - 덴마크 - 브라질 - 일본 - 프랑스 | 음푸말랑가 주 (1) - 칠레 이스턴케이프 주 (1) - 가나 콰줄루나탈 주 (7) - 그리스 - 나이지리아 - 알제리 - 카메룬 - 코트디부아르 - 파라과이 - 포르투갈 | 하우텡 주 (15) - 남아프리카 공화국 - 네덜란드 - 뉴질랜드 - 독일 - 멕시코 - 미국 - 북한 - 세르비아 - 스위스 - 슬로바키아 - 슬로베니아 - 아르헨티나 - 오스트레일리아 - 온두라스 - 이탈리아 |  |

## 본선 조추첨
FIFA 조직위원회는 2009년 12월 2일에 본선 조추첨을 하기로 결정하였다. 본선 조추첨에 시드 배정을 받을 팀은 개최국 남아프리카 공화국과 2009년 10월 16일 기준의 FIFA 랭킹 상위 7개국으로 결정되었다. 유럽을 제외한 모든 대륙은 같은 조에 2개국 이상 편성될 수 없었으며, 유럽국가는 한 조에 최대 2개국까지 허용되었다.
| 1포트 (개최국, 상위 7개국)                                                                                        | 2포트 (아시아, 북중미카리브, 오세아니아)                                      | 3포트 (아프리카, 남미)                                                          | 4포트 (유럽)                                                                        |
| --- | ----------------------------------------------------------------------------- | ------------------------------------------------------------------------------- | ----------------------------------------------------------------------------------- |
| 남아프리카 공화국 (개최국) · 이탈리아 (2006년 우승국) · 네덜란드 · 독일 · 브라질 · 스페인 · 아르헨티나 · 잉글랜드 | 뉴질랜드 · 대한민국 · 멕시코 · 미국 · 북한 · 오스트레일리아 · 온두라스 · 일본 | 가나 · 나이지리아 · 알제리 · 우루과이 · 칠레 · 카메룬 · 코트디부아르 · 파라과이 | 그리스 · 덴마크 · 세르비아 · 스위스 · 슬로바키아 · 슬로베니아 · 포르투갈 · 프랑스 · |

조추첨식은 2009년 12월 4일, 남아프리카 공화국 케이프타운의 케이프타운 국제 컨벤션 센터에서 열렸다. 행사는 남아프리카 공화국 여배우 샤를리즈 테론이 FIFA 사무총장 제롬 발케의 도움으로 진행하였다. 추첨함에서 공을 꺼낸 이로는 잉글랜드의 축구 국가대표 데이비드 베컴과 아프리카의 유명 체육인들인 하일레 게브르셀라시에, 존 스미트, 마카야 은티니, 매슈 무스, 그리고 심피웨 들루들루가 있었다.

## 심판
FIFA 심판위원회는 심판 보조활동을 통해 FIFA 월드컵 경기를 주관할 29명의 심판을 선정하였다: 4명의 AFC 소속이었고, 3명은 CAF, 6명은 CONMEBOL, 4명은 CONCACAF, 2명은 OFC, 그리고 10명은 UEFA 소속이었다. 잉글랜드인 하워드 웹이 결승전을 주관하기로 결정되었고, 그는 같은 해의 UEFA 챔피언스리그 결승전과 FIFA 월드컵 결승전을 주관한 최초의 인물이 되었다.

## 선수 명단

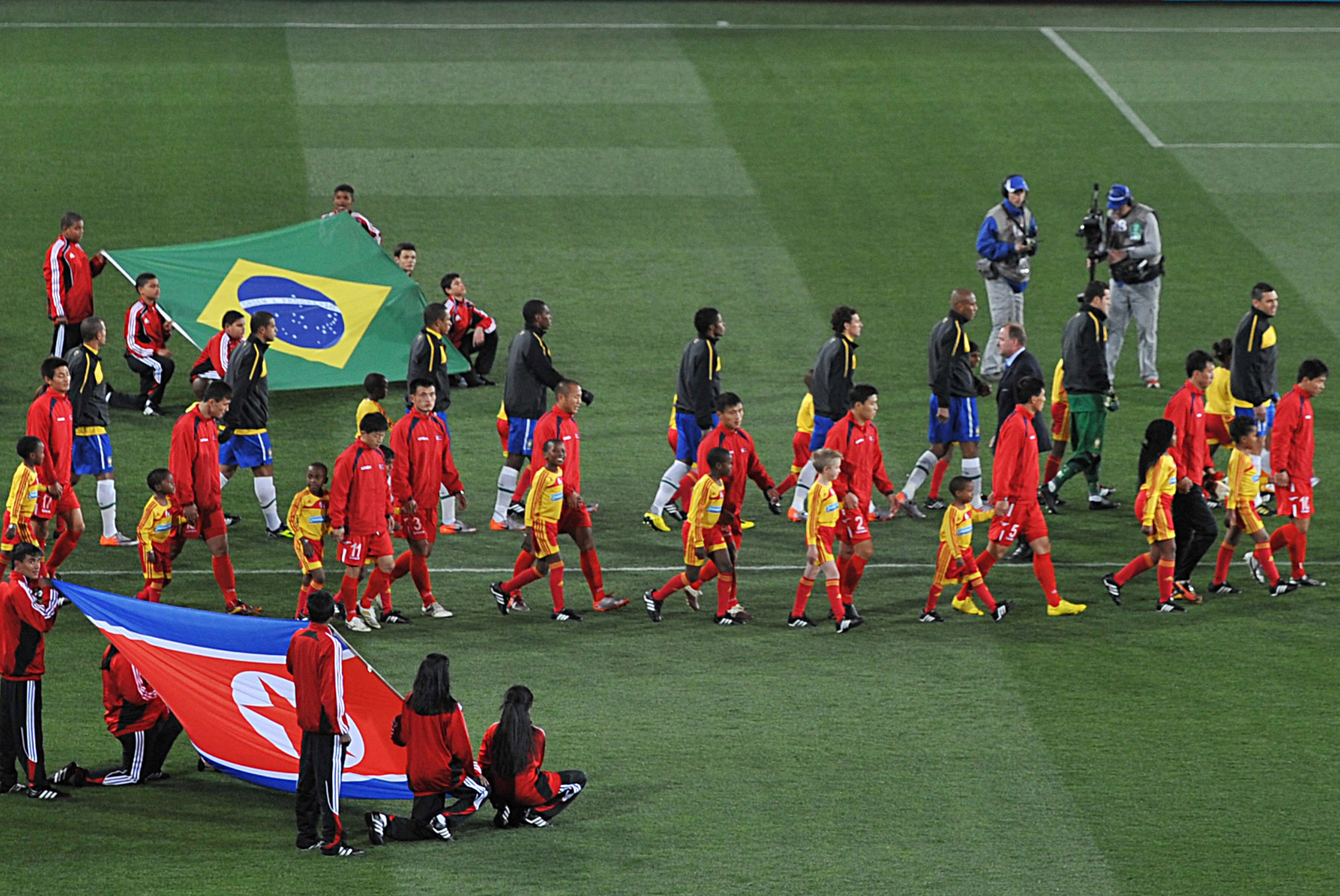
조별 리그 경기를 앞두고 입장하는 브라질과 북한 선수들.

전 대회와 마찬가지로, 2010년 FIFA 월드컵에서도 각국의 선수단은 23인으로 구성되었다. 본선에 참가하는 각국의 협회는 23인의 선수 명단을 2010년 6월 1일까지 제출해야 했다. 만약 명단을 제출한 이후에 부상당한 선수가 존재할 경우에는 1차전으로부터 24시간 전까지 대체 선수를 투입할 수 있도록 허용되었다.
대회에 참가하는 736명의 선수들 중, 과반의 선수들이 5개의 주유 유럽 리그 구단 소속이었다: 잉글랜드 (117명), 독일 (84명), 이탈리아 (80명), 스페인 (59명), 프랑스 (46명). 독일, 이탈리아, 그리고 잉글랜드는 자국 구단에서 활약하는 선수들로만 선수단을 구성하였고, 나이지리아만 자국 구단에서 활약하는 선수들이 없었다. 도합하여 52개국의 리그에 속한 구단 소속의 선수들이 대회에 참가하였다. 스페인의 바르셀로나는 13명으로 이 대회에 가장 많은 선수들이 출전하였고, 다른 7개 구단들도 10명 이상의 선수들이 이 대회에 출전하였다.
남아프리카 공화국의 2010년 대회에서는 역사상 처음으로 3형제가 같은 대회에 출전하였다. 윌슨, 헤리, 그리고 호니 팔라시오스가 온두라스의 23인 최종 선수단 명단에 이름을 올렸다. 이례적으로 독일과 가나간의 경기에서는 두 형제가 맞상대로 대치하였는데, 제롬 보아텡과 케빈프린스 보아텡이 앞의 두 국가대표로 각각 맞대결을 펼쳤다.

## 일정
32개국은 대회에서 조별 리그 경기부터 결선 토너먼트까지 각 단계마다 몇 팀씩 탈락하며 도합 64경기를 치렀다. 중간 중간에 있는 휴식일 동안 선수들이 대회를 치르면서 휴식을 취할 수 있게 하였다. FIFA 월드컵 기간동안 예비 행사도 펼쳐졌다. 아래 일정의 모든 시간은 남아프리카 표준시 (UTC+2)를 따른다.
| 날짜            | 시간            | 장소              | 라운드                | 팀1                   | 결과                  | 팀2                   |        |
| 목요일 6월 10일 | 예비 행사       | 예비 행사         | 예비 행사             | 예비 행사             | 예비 행사             | 예비 행사             |        |
| --------------- | --------------- | ----------------- | --------------------- | --------------------- | --------------------- | --------------------- | ------ |
| 목요일 6월 10일 | 20:00           | 소웨토            | FIFA 개막 기념 콘서트 | FIFA 개막 기념 콘서트 | FIFA 개막 기념 콘서트 | FIFA 개막 기념 콘서트 |        |
| 금요일 6월 11일 | 14:00           | 요하네스버그 (SC) | 개막식                | 개막식                | 개막식                | 개막식                |        |
| 금요일 6월 11일 | 조별 리그 1차전 |                   |                       |                       |                       |                       |        |
| 금요일 6월 11일 | 16:00           | 요하네스버그 (SC) | A조                   | 남아프리카 공화국     | 1-1                   | 멕시코                |        |
| 금요일 6월 11일 | 20:30           | 케이프타운        | A조                   | 우루과이              | 0-0                   | 프랑스                |        |
| 토요일 6월 12일 | 13:30           | 포트엘리자베스    | B조                   | 대한민국              | 2-0                   | 그리스                |        |
| 토요일 6월 12일 | 16:00           | 요하네스버그 (EP) | B조                   | 아르헨티나            | 1-0                   | 나이지리아            |        |
| 토요일 6월 12일 | 20:30           | 루스텐버그        | C조                   | 잉글랜드              | 1-1                   | 미국                  |        |
| 일요일 6월 13일 | 13:30           | 폴로콰네          | C조                   | 알제리                | 0-1                   | 슬로베니아            |        |
| 일요일 6월 13일 | 16:00           | 프리토리아        | D조                   | 세르비아              | 0-1                   | 가나                  |        |
| 일요일 6월 13일 | 20:30           | 더반              | D조                   | 독일                  | 4-0                   | 오스트레일리아        |        |
| 월요일 6월 14일 | 13:30           | 요하네스버그 (SC) | E조                   | 네덜란드              | 2-0                   | 덴마크                |        |
| 월요일 6월 14일 | 16:00           | 블룸폰테인        | E조                   | 일본                  | 1-0                   | 카메룬                |        |
| 월요일 6월 14일 | 20:30           | 케이프타운        | F조                   | 이탈리아              | 1-1                   | 파라과이              |        |
| 화요일 6월 15일 | 13:30           | 루스텐버그        | F조                   | 뉴질랜드              | 1-1                   | 슬로바키아            |        |
| 화요일 6월 15일 | 16:00           | 포트엘리자베스    | G조                   | 코트디부아르          | 0-0                   | 포르투갈              |        |
| 화요일 6월 15일 | 20:30           | 요하네스버그 (EP) | G조                   | 브라질                | 2-1                   | 북한                  |        |
| 수요일 6월 16일 | 13:30           | 넬스프루이트      | H조                   | 온두라스              | 0-1                   | 칠레                  |        |
| 수요일 6월 16일 | 16:00           | 더반              | H조                   | 스페인                | 0-1                   | 스위스                |        |
| 수요일 6월 16일 | 조별 리그 2차전 |                   |                       |                       |                       |                       |        |
| 수요일 6월 16일 | 20:30           | 프리토리아        | A조                   | 남아프리카 공화국     | 0-3                   | 우루과이              |        |
| 목요일 6월 17일 | 13:30           | 요하네스버그 (SC) | B조                   | 아르헨티나            | 4-1                   | 대한민국              |        |
| 목요일 6월 17일 | 16:00           | 블룸폰테인        | B조                   | 그리스                | 2-1                   | 나이지리아            |        |
| 목요일 6월 17일 | 20:30           | 폴로콰네          | A조                   | 프랑스                | 0-2                   | 멕시코                |        |
| 금요일 6월 18일 | 13:30           | 포트엘리자베스    | D조                   | 독일                  | 0-1                   | 세르비아              |        |
| 금요일 6월 18일 | 16:00           | 요하네스버그 (EP) | C조                   | 슬로베니아            | 2-2                   | 미국                  |        |
| 금요일 6월 18일 | 20:30           | 케이프타운        | C조                   | 잉글랜드              | 0-0                   | 알제리                |        |
| 토요일 6월 19일 | 13:30           | 더반              | E조                   | 네덜란드              | 1-0                   | 일본                  |        |
| 토요일 6월 19일 | 16:00           | 루스텐버그        | D조                   | 가나                  | 1-1                   | 오스트레일리아        |        |
| 토요일 6월 19일 | 20:30           | 프리토리아        | E조                   | 카메룬                | 1-2                   | 덴마크                |        |
| 일요일 6월 20일 | 13:30           | 블룸폰테인        | F조                   | 슬로바키아            | 0-2                   | 파라과이              |        |
| 일요일 6월 20일 | 16:00           | 넬스프루이트      | F조                   | 이탈리아              | 1-1                   | 뉴질랜드              |        |
| 일요일 6월 20일 | 20:30           | 요하네스버그 (SC) | G조                   | 브라질                | 3-1                   | 코트디부아르          |        |
| 월요일 6월 21일 | 13:30           | 케이프타운        | G조                   | 포르투갈              | 7-0                   | 북한                  |        |
| 월요일 6월 21일 | 16:00           | 포트엘리자베스    | H조                   | 칠레                  | 1-0                   | 스위스                |        |
| 월요일 6월 21일 | 20:30           | 요하네스버그 (EP) | H조                   | 스페인                | 2-0                   | 온두라스              |        |
| 화요일 6월 22일 | 조별 리그 3차전 | 조별 리그 3차전   | 조별 리그 3차전       | 조별 리그 3차전       | 조별 리그 3차전       | 조별 리그 3차전       |        |
| 화요일 6월 22일 | 16:00           | 블룸폰테인        | A조                   | 프랑스                | 1-2                   | 남아프리카 공화국     |        |
| 화요일 6월 22일 | 16:00           | 루스텐버그        | A조                   | 멕시코                | 0-1                   | 우루과이              |        |
| 화요일 6월 22일 | 20:30           | 폴로콰네          | B조                   | 그리스                | 0-2                   | 아르헨티나            |        |
| 화요일 6월 22일 | 20:30           | 더반              | B조                   | 나이지리아            | 2-2                   | 대한민국              |        |
| 수요일 6월 23일 | 16:00           | 포트엘리자베스    | C조                   | 슬로베니아            | 0-1                   | 잉글랜드              |        |
| 수요일 6월 23일 | 16:00           | 프리토리아        | C조                   | 미국                  | 1-0                   | 알제리                |        |
| 수요일 6월 23일 | 20:30           | 요하네스버그 (SC) | D조                   | 가나                  | 0-1                   | 독일                  |        |
| 수요일 6월 23일 | 20:30           | 넬스프루이트      | D조                   | 오스트레일리아        | 2-1                   | 세르비아              |        |
| 목요일 6월 24일 | 16:00           | 요하네스버그 (EP) | F조                   | 슬로바키아            | 3-2                   | 이탈리아              |        |
| 목요일 6월 24일 | 16:00           | 폴로콰네          | F조                   | 파라과이              | 0-0                   | 뉴질랜드              |        |
| 목요일 6월 24일 | 20:30           | 케이프타운        | E조                   | 카메룬                | 1-2                   | 네덜란드              |        |
| 목요일 6월 24일 | 20:30           | 루스텐버그        | E조                   | 덴마크                | 1-3                   | 일본                  |        |
| 금요일 6월 25일 | 16:00           | 더반              | G조                   | 포르투갈              | 0-0                   | 브라질                |        |
| 금요일 6월 25일 | 16:00           | 넬스프루이트      | G조                   | 북한                  | 0-3                   | 코트디부아르          |        |
| 금요일 6월 25일 | 20:30           | 프리토리아        | H조                   | 칠레                  | 1-2                   | 스페인                |        |
| 금요일 6월 25일 | 20:30           | 블룸폰테인        | H조                   | 스위스                | 0-0                   | 온두라스              |        |
| 토요일 6월 26일 | 결선 토너먼트   | 결선 토너먼트     | 결선 토너먼트         | 결선 토너먼트         | 결선 토너먼트         | 결선 토너먼트         |        |
| 토요일 6월 26일 | 16:00           | 포트엘리자베스    | 16강전                | 우루과이              | 2-1                   | 대한민국              |        |
| 토요일 6월 26일 | 20:30           | 루스텐버그        | 16강전                | 미국                  | 1-2 (연)              | 가나                  |        |
| 일요일 6월 27일 | 16:00           | 블룸폰테인        | 16강전                | 독일                  | 4-1                   | 잉글랜드              |        |
| 일요일 6월 27일 | 20:30           | 요하네스버그 (SC) | 16강전                | 아르헨티나            | 3-1                   | 멕시코                |        |
| 월요일 6월 28일 | 16:00           | 더반              | 16강전                | 네덜란드              | 2-1                   | 슬로바키아            |        |
| 월요일 6월 28일 | 20:30           | 요하네스버그 (EP) | 16강전                | 브라질                | 3-0                   | 칠레                  |        |
| 화요일 6월 29일 | 16:00           | 프리토리아        | 16강전                | 파라과이              | 0-0 (연) (5 승)       | 일본                  |        |
| 화요일 6월 29일 | 20:30           | 케이프타운        | 16강전                | 스페인                | 1-0                   | 포르투갈              |        |
| 수요일 6월 30일 | 휴식일          | 휴식일            | 휴식일                | 휴식일                | 휴식일                | 휴식일                |        |
| 목요일 7월 1일  | 휴식일          | 휴식일            | 휴식일                | 휴식일                | 휴식일                | 휴식일                |        |
| 금요일 7월 2일  | 16:00           | 포트엘리자베스    | 8강전                 | 네덜란드              | 2-1                   | 브라질                |        |
| 금요일 7월 2일  | 20:30           | 요하네스버그 (SC) | 8강전                 | 우루과이              | 1-1 (연) (4 승)       | 가나                  |        |
| 토요일 7월 3일  | 16:00           | 케이프타운        | 8강전                 | 아르헨티나            | 0-4                   | 독일                  |        |
| 토요일 7월 3일  | 20:30           | 요하네스버그 (EP) | 8강전                 | 파라과이              | 0-1                   | 스페인                |        |
| 일요일 7월 4일  | 휴식일          | 휴식일            | 휴식일                | 휴식일                | 휴식일                | 휴식일                |        |
| 월요일 7월 5일  | 휴식일          | 휴식일            | 휴식일                | 휴식일                | 휴식일                | 휴식일                |        |
| 화요일 7월 6일  | 20:30           | 케이프타운        | 준결승전              | 우루과이              | 2-3                   | 네덜란드              |        |
| 수요일 7월 7일  | 20:30           | 더반              | 준결승전              | 독일                  | 0-1                   | 스페인                |        |
| 목요일 7월 8일  | 휴식일          | 휴식일            | 휴식일                | 휴식일                | 휴식일                | 휴식일                |        |
| 금요일 7월 9일  | 휴식일          | 휴식일            | 휴식일                | 휴식일                | 휴식일                | 휴식일                |        |
| 토요일 7월 10일 | 20:30           | 포트엘리자베스    | 3위 결정전            | 우루과이              | 2-3                   | 독일                  |        |
| 일요일 7월 11일 | 18:30           | 요하네스버그 (SC) | 폐막식                | 폐막식                | 폐막식                | 폐막식                | 폐막식 |
| 일요일 7월 11일 | 20:30           | 요하네스버그 (SC) | 결승전                | 네덜란드              | 0-1 (연)              | 스페인                |        |

## 조별 리그
1. 1라운드, 혹은 조별 리그에서는 32개국이 4개국씩 8개조로 나뉘었다. 각 조는 총 6번의 리그전을 펼쳐, 같은 조에 속한 서로간 한번씩 맞붙었다. 승리에는 승점 3점, 무승부에는 1점, 그리고 패배에는 승점이 주어지지 않았다. 조 1위와 2위를 차지한 팀들은 16강전에 진출하였다.
2. 아프리카에서 열린 첫 FIFA 월드컵이지만, 카메룬의 전 국가대표 로제 밀라 등의 목격자들의 평가에 의하면 안방 대륙이라는 말이 무색할정도로 부진한 성적을 내었다.[68] 이 대회에 참가한 아프리카의 6개국 중 3개국만이 최소 1승을 거두었고, (가나, 남아프리카 공화국, 그리고 코트디부아르) 단 1개국 (가나) 만이 조별 리그를 통과하였다. A조에 속한 개최국 남아프리카 공화국은 프랑스를 제쳤으나, 우루과이와 멕시코에 밀려 FIFA 월드컵 역사상 최초의 조별 리그 탈락국으로 기록되는 불명예를 안았다.
3. 13개의 UEFA 소속국들 중 단 6개국만이 16강전에 진출하였는데, 이는 16강 토너먼트가 1986년 대회에 도입된 이래 최저 수치이다. 그러나, 이에도 불구하고 결승전은 두 유럽국가들간의 대결이었다.[63] 전 대회 결승전에서 맞대결을 펼친 프랑스와 이탈리아가 나란히 1라운드에서 탈락하였는데, 이는 FIFA 월드컵 역사상 처음 있는 일이었다. 2010년의 이탈리아 선수단은 1라운드에서 탈락한 4번째 전 대회 우승국 (1950년 이탈리아, 1966년 브라질, 그리고 2002년 프랑스에 이어)으로 기록되었다.[69] 예상과 다르게 승점 1점도 수확하기 어려울 것이라 평가된 뉴질랜드는 조별 리그 3경기를 모두 비기고 대회 유일의 무패팀이 되었으나, 파라과이와 슬로바키아에 밀려 탈락하였다.
4. 호주와 뉴질랜드가 이번 FIFA 월드컵에서 오세아니아 국가 중 함께 진출하였으나, 사실은 호주가 아시아 쪽으로 넘어간 덕이다.
5. 대한민국과 조선민주주의인민공화국이 이번 대회에 사상 최초로 동반 진출했다. 대한민국은 그리스를 여유롭게 이기고, 아르헨티나에게 대패했다. 최종전에는 나이지리아와 힘겹게 무승부를 거두어 총 4점을 기록했다. 그런데 최종전 이전에 그리스가 나이지리아를 이기는 덕에 대한민국이 16강에 유리한 고지에 놓여있었다. 이 상황에서 최종전의 다른 경기에서 이미 16강 확정이 놓여있는 아르헨티나가 그리스를 상대로 2골을 추가로 더 넣어 승리함으로써 3승을 거두었고 대한민국을 조 2위로 16강에 진출했다. 반면, 조선민주주의인민공화국은 조별 리그에서 3패를 하여 탈락했다. 첫 경기에서 브라질에서는 비록 패했지만 만회골을 터뜨리고 1:2로 그나마 선전했으나 다음 경기 포르투갈에게 7골이나 얻어맞는 치명적인 경기를 했다. 이후 최종전 코트디부아르에게도 연달아 패해 탈락하면서 이번 대회 최하위를 기록했다.
6. 남아메리카 국가들이 강세를 보였고, 본선에 참가한 5개국 모두 결선 토너먼트에 진출 (이 중 4개국이 조 1위를 차지하였다.) 하였고, 4개국은 8강에 진출 (남아메리카 국가들 중 브라질에 패한 칠레만이 8강에 올라가지 못했다.) 하였다. 그러나, 우루과이만이 준결승전에 진출하였다.

- 또한, 2승이나 했던 칠레와 1승 1무를 달리던 슬로베니아의 경우 조별 예선 2차전까지는 승점을 얻고도 최종전에 패하였는데 두 국가 모두 똑같은 운명에 놓였다. 물론 실제로는 칠레가 2승 1패를 하고, 스위스-온두라스가 서로 비겼기 때문에 조 2위로 16강에 진출했고, 반면 슬로베니아는 1승 1무 1패를 하고 미국이 알제리를 꺾는 바람에 조 3위로 내려앉아 탈락했다. 즉, 2승 1패를 했던 칠레와 1승 1무 1패를 했던 슬로베니아의 경우의 수는 이랬었다.
  - 칠레의 경우는 최종전에서 스페인에게 패하여 승점 6점을 했고, 스페인도 승점 6점을 기록했지만 골득실차에서 앞서 조 1위로 16강 진출했다. 그런데, 같은 시간에 열리는 스위스가 최종전에 2골 이상 넣으면 스위스도 모두 6점이 되는데, 여기서도 골득실에서 칠레가 가장 밀려 조 3위로 탈락하기 때문이다. 3팀이 나란히 2승 1패를 기록하는 일은 1994년 FIFA 월드컵에서도 실제로 존재했지만 이는 좀 드물었다. 그리고 그 중 당연히 조 1위와 2위만 나가는 경우에는 아무리 2승 1패를 기록한 3팀 중 1팀은 탈락해야 했기 때문이다. 칠레가 그 위기를 맞고 있었던 것이다. 하지만, 스위스가 온두라스를 상대로 전혀 골을 넣지 못하고 0:0으로 비긴 채 1승 1무 1패로 떨어지자 칠레는 조 2위로 16강에 진출하였으나 16강에서 브라질을 만나는 바람에 대패했다.
  - 한편, 슬로베니아의 경우도 승점만 다를 뿐 사실상 다르지 않았다, 미국에게는 비기고, 알제리에게 이겼는데, 최종전에서 잉글랜드를 만나 졌다. 그래서, 2무를 유지했던 잉글랜드는 이 덕분에 16강에 진출하였다. 슬로베니아는 최종전에서 비록 졌지만 같은 시간에 미국-알제리가 정규시간 90분까지도 실제로 서로 비기고 있었다. 이런 경우, 슬로베니아는 승점 4점만으로 조 2위로 16강에 진출할 수는 있었고, 16강에서 만나는 상대는 바로 전차군단 독일을 만날 수 있었던 상대였다. 즉, 미국이 잉글랜드와 슬로베니아뿐 아니라 알제리까지 비길 경우 결과는 3무승부가 되기 때문이다. 그러나 슬로베니아가 조 2위로 16강에 진출해서 독일을 만나 경기를 하는 경우는 좀 어려울 수도 있다. 실제로, 다른 H조의 칠레가 2승 1패를 하고도 스위스가 최종전 경기에서 비기면서 조 2위로 16강에 진출했지만, 16강에서 브라질을 만나 대패했기 때문이다. 그런데, 안타깝게도 추가시간 58초에 랜던 도노번의 극적인 골로 인해서 미국이 승리하여 슬로베니아는 조 3위로 밀려 탈락했다.

| 우승 준우승 | 3위 4위 | 8강 16강 | 조별 리그 |

순위 규정

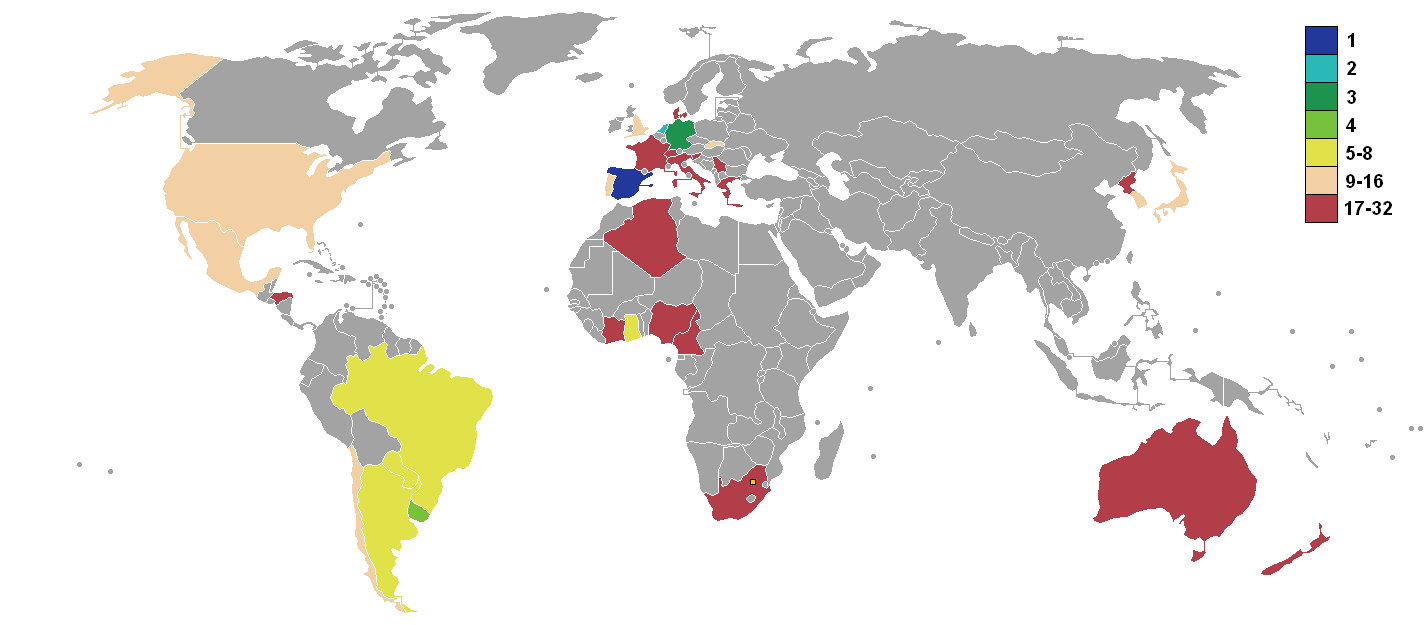
우승
준우승
3위
4위
8강
16강
조별 리그

조별 리그의 각국은 다음 조건으로 순위가 결정된다:
1. 3경기에서 획득한 총 승점
2. 3경기에서 기록한 골득실차
3. 3경기에서 기록한 총 득점
4. 위 조건에서 모두 동률인 팀들간 획득한 승점
5. 위 조건에서 모두 동률인 팀들간 기록한 골득실차
6. 위 조건에서 모두 동률인 팀들간 기록한 총 득점
7. FIFA 조직위원회의 추첨
| 조별 리그 범례 | 조별 리그 범례                    |
| -------------- | --------------------------------- |
|                | 조 1위와 2위가 16강전에 진출한다. |
|                | 조별 리그 탈락.                   |

#### A조
| 팀                | 경기 | 승 | 무 | 패 | 득 | 실 | 차 | 승점 |
| ----------------- | ---- | -- | -- | -- | -- | -- | -- | ---- |
| 우루과이          | 3    | 2  | 1  | 0  | 4  | 0  | +4 | 7    |
| 멕시코            | 3    | 1  | 1  | 1  | 3  | 2  | +1 | 4    |
| 남아프리카 공화국 | 3    | 1  | 1  | 1  | 3  | 5  | −2 | 4    |
| 프랑스            | 3    | 0  | 1  | 2  | 1  | 4  | −3 | 1    |

| 2010년 6월 11일   |     |                   |                                        |
| 남아프리카 공화국 | 1-1 | 멕시코            | 사커 시티, 요하네스버그                |
| 우루과이          | 0-0 | 프랑스            | 그린 포인트 스타디움, 케이프타운       |
| 2010년 6월 16일   |     |                   |                                        |
| 남아프리카 공화국 | 0-3 | 우루과이          | 로프터스 버스펠드 스타디움, 프리토리아 |
| 2010년 6월 17일   |     |                   |                                        |
| 프랑스            | 0-2 | 멕시코            | 피터 모카바 스타디움, 폴로콰네         |
| 2010년 6월 22일   |     |                   |                                        |
| 프랑스            | 1-2 | 남아프리카 공화국 | 프리스테이트 스타디움, 블룸폰테인      |
| 멕시코            | 0-1 | 우루과이          | 로열 바포켕 스타디움, 루스텐버그       |

#### B조
| 팀         | 경기 | 승 | 무 | 패 | 득 | 실 | 차 | 승점 |
| ---------- | ---- | -- | -- | -- | -- | -- | -- | ---- |
| 아르헨티나 | 3    | 3  | 0  | 0  | 7  | 1  | +6 | 9    |
| 대한민국   | 3    | 1  | 1  | 1  | 5  | 6  | −1 | 4    |
| 그리스     | 3    | 1  | 0  | 2  | 2  | 5  | −3 | 3    |
| 나이지리아 | 3    | 0  | 1  | 2  | 3  | 5  | −2 | 1    |

| 2010년 6월 12일 |     |            |                                       |
| 대한민국        | 2-0 | 그리스     | 넬슨만델라베이 경기장, 포트엘리자베스 |
| 아르헨티나      | 1-0 | 나이지리아 | 엘리스 파크 스타디움, 요하네스버그    |
| 2010년 6월 17일 |     |            |                                       |
| 아르헨티나      | 4-1 | 대한민국   | 사커 시티, 요하네스버그               |
| 그리스          | 2-1 | 나이지리아 | 프리스테이트 스타디움, 블룸폰테인     |
| 2010년 6월 22일 |     |            |                                       |
| 그리스          | 0-2 | 아르헨티나 | 피터 모카바 스타디움, 폴로콰네        |
| 나이지리아      | 2-2 | 대한민국   | 모지스 마비다 스타디움, 더반          |

#### C조
| 팀         | 경기 | 승 | 무 | 패 | 득 | 실 | 차 | 승점 |
| ---------- | ---- | -- | -- | -- | -- | -- | -- | ---- |
| 미국       | 3    | 1  | 2  | 0  | 4  | 3  | +1 | 5    |
| 잉글랜드   | 3    | 1  | 2  | 0  | 2  | 1  | +1 | 5    |
| 슬로베니아 | 3    | 1  | 1  | 1  | 3  | 3  | 0  | 4    |
| 알제리     | 3    | 0  | 1  | 2  | 0  | 2  | −2 | 1    |

| 2010년 6월 12일 |     |            |                                        |
| 잉글랜드        | 1-1 | 미국       | 로열 바포켕 스타디움, 루스텐버그       |
| 2010년 6월 13일 |     |            |                                        |
| 알제리          | 0-1 | 슬로베니아 | 피터 모카바 스타디움, 폴로콰네         |
| 2010년 6월 18일 |     |            |                                        |
| 슬로베니아      | 2-2 | 미국       | 엘리스 파크 스타디움, 요하네스버그     |
| 잉글랜드        | 0-0 | 알제리     | 그린 포인트 스타디움, 케이프타운       |
| 2010년 6월 23일 |     |            |                                        |
| 슬로베니아      | 0-1 | 잉글랜드   | 넬슨만델라베이 경기장, 포트엘리자베스  |
| 미국            | 1-0 | 알제리     | 로프터스 버스펠드 스타디움, 프리토리아 |

#### D조
| 팀             | 경기 | 승 | 무 | 패 | 득 | 실 | 차 | 승점 |
| -------------- | ---- | -- | -- | -- | -- | -- | -- | ---- |
| 독일           | 3    | 2  | 0  | 1  | 5  | 1  | +4 | 6    |
| 가나           | 3    | 1  | 1  | 1  | 2  | 2  | 0  | 4    |
| 오스트레일리아 | 3    | 1  | 1  | 1  | 3  | 6  | −3 | 4    |
| 세르비아       | 3    | 1  | 0  | 2  | 2  | 3  | −1 | 3    |

| 2010년 6월 13일 |     |                |                                        |
| 세르비아        | 0-1 | 가나           | 로프터스 버스펠드 스타디움, 프리토리아 |
| 독일            | 4-0 | 오스트레일리아 | 모지스 마비다 스타디움, 더반           |
| 2010년 6월 18일 |     |                |                                        |
| 독일            | 0-1 | 세르비아       | 넬슨만델라베이 경기장, 포트엘리자베스  |
| 2010년 6월 19일 |     |                |                                        |
| 가나            | 1-1 | 오스트레일리아 | 로열 바포켕 스타디움, 루스텐버그       |
| 2010년 6월 23일 |     |                |                                        |
| 가나            | 0-1 | 독일           | 사커 시티, 요하네스버그                |
| 오스트레일리아  | 2-1 | 세르비아       | 음봄벨라 스타디움, 넬스프루이트        |

#### E조
| 팀       | 경기 | 승 | 무 | 패 | 득 | 실 | 차 | 승점 |
| -------- | ---- | -- | -- | -- | -- | -- | -- | ---- |
| 네덜란드 | 3    | 3  | 0  | 0  | 5  | 1  | +4 | 9    |
| 일본     | 3    | 2  | 0  | 1  | 4  | 2  | +2 | 6    |
| 덴마크   | 3    | 1  | 0  | 2  | 3  | 6  | −3 | 3    |
| 카메룬   | 3    | 0  | 0  | 3  | 2  | 5  | −3 | 0    |

| 2010년 6월 14일 |     |          |                                        |
| 네덜란드        | 2-0 | 덴마크   | 사커 시티, 요하네스버그                |
| 일본            | 1-0 | 카메룬   | 프리스테이트 스타디움, 블룸폰테인      |
| 2010년 6월 19일 |     |          |                                        |
| 네덜란드        | 1-0 | 일본     | 모지스 마비다 스타디움, 더반           |
| 카메룬          | 1-2 | 덴마크   | 로프터스 버스펠드 스타디움, 프리토리아 |
| 2010년 6월 24일 |     |          |                                        |
| 카메룬          | 1-2 | 네덜란드 | 그린 포인트 스타디움, 케이프타운       |
| 덴마크          | 1-3 | 일본     | 로열 바포켕 스타디움, 루스텐버그       |

#### F조
| 팀         | 경기 | 승 | 무 | 패 | 득 | 실 | 차 | 승점 |
| ---------- | ---- | -- | -- | -- | -- | -- | -- | ---- |
| 파라과이   | 3    | 1  | 2  | 0  | 3  | 1  | +2 | 5    |
| 슬로바키아 | 3    | 1  | 1  | 1  | 4  | 5  | −1 | 4    |
| 뉴질랜드   | 3    | 0  | 3  | 0  | 2  | 2  | 0  | 3    |
| 이탈리아   | 3    | 0  | 2  | 1  | 4  | 5  | −1 | 2    |

| 2010년 6월 14일 |     |            |                                    |
| 이탈리아        | 1-1 | 파라과이   | 그린 포인트 스타디움, 케이프타운   |
| 2010년 6월 15일 |     |            |                                    |
| 뉴질랜드        | 1-1 | 슬로바키아 | 로열 바포켕 스타디움, 루스텐버그   |
| 2010년 6월 20일 |     |            |                                    |
| 슬로바키아      | 0-2 | 파라과이   | 프리스테이트 스타디움, 블룸폰테인  |
| 이탈리아        | 1-1 | 뉴질랜드   | 음봄벨라 스타디움, 넬스프루이트    |
| 2010년 6월 24일 |     |            |                                    |
| 슬로바키아      | 3-2 | 이탈리아   | 엘리스 파크 스타디움, 요하네스버그 |
| 파라과이        | 0-0 | 뉴질랜드   | 피터 모카바 스타디움, 폴로콰네     |

#### G조
| 팀           | 경기 | 승 | 무 | 패 | 득 | 실 | 차  | 승점 |
| ------------ | ---- | -- | -- | -- | -- | -- | --- | ---- |
| 브라질       | 3    | 2  | 1  | 0  | 5  | 2  | +3  | 7    |
| 포르투갈     | 3    | 1  | 2  | 0  | 7  | 0  | +7  | 5    |
| 코트디부아르 | 3    | 1  | 1  | 1  | 4  | 3  | +1  | 4    |
| 북한         | 3    | 0  | 0  | 3  | 1  | 12 | −11 | 0    |

| 2010년 6월 15일 |     |              |                                       |
| 코트디부아르    | 0-0 | 포르투갈     | 넬슨만델라베이 경기장, 포트엘리자베스 |
| 브라질          | 2-1 | 북한         | 엘리스 파크 스타디움, 요하네스버그    |
| 2010년 6월 20일 |     |              |                                       |
| 브라질          | 3-1 | 코트디부아르 | 사커 시티, 요하네스버그               |
| 2010년 6월 21일 |     |              |                                       |
| 포르투갈        | 7-0 | 북한         | 그린 포인트 스타디움, 케이프타운      |
| 2010년 6월 25일 |     |              |                                       |
| 포르투갈        | 0-0 | 브라질       | 모지스 마비다 스타디움, 더반          |
| 북한            | 0-3 | 코트디부아르 | 음봄벨라 스타디움, 넬스프루이트       |

#### H조
| 팀       | 경기 | 승 | 무 | 패 | 득 | 실 | 차 | 승점 |
| -------- | ---- | -- | -- | -- | -- | -- | -- | ---- |
| 스페인   | 3    | 2  | 0  | 1  | 4  | 2  | +2 | 6    |
| 칠레     | 3    | 2  | 0  | 1  | 3  | 2  | +1 | 6    |
| 스위스   | 3    | 1  | 1  | 1  | 1  | 1  | 0  | 4    |
| 온두라스 | 3    | 0  | 1  | 2  | 0  | 3  | −3 | 1    |

| 2010년 6월 16일 |     |          |                                        |
| 온두라스        | 0-1 | 칠레     | 음봄벨라 스타디움, 넬스프루이트        |
| 스페인          | 0-1 | 스위스   | 모지스 마비다 스타디움, 더반           |
| 2010년 6월 21일 |     |          |                                        |
| 칠레            | 1-0 | 스위스   | 넬슨만델라베이 경기장, 포트엘리자베스  |
| 스페인          | 2-0 | 온두라스 | 엘리스 파크 스타디움, 요하네스버그     |
| 2010년 6월 25일 |     |          |                                        |
| 칠레            | 1-2 | 스페인   | 로프터스 버스펠드 스타디움, 프리토리아 |
| 스위스          | 0-0 | 온두라스 | 프리스테이트 스타디움, 블룸폰테인      |

## 결선 토너먼트
모든 시간은 남아프리카 표준시를 따른다. (UTC+2)
결선 토너먼트에는 조별 리그를 통과한 16개국이 참가하였다. 결선 토너먼트는 4단계로 나뉘며, 한 단계가 진행될 때마다 각 라운드에 참가하는 팀의 절반이 탈락했다. 토너먼트전은 16강전으로 시작해 8강전, 준결승전을 거쳐 결승전까지 이어진다. 준결승전에서 패한 두 팀은 3위를 결정하는 플레이오프전을 치렀다. 결선 토너먼트의 각 경기는 90분을 진행하고서도 동률인 경우 30분짜리 연장전에서 승부를 가렸다; 그래도 동률이면, 승부차기를 통해 다음 라운드 진출국을 가렸다. 연장전에서 승부가 난 경기는 (연) 으로, 승부차기로 다음 라운드에 진출한 국가는 (승)으로 표기되며, 괄호 안의 수는 승부차기 득점을 나타낸다. 요하네스버그에서 열린 경기들 중 엘리스 파크 스타디움에서 열린 경기는 (EP) 로, 사커 시티에서 열린 경기들은 (SC) 로 표기되어 있다.
|  | 16강전                    | 16강전                   |                         |       | 8강전      | 8강전      |                           |                           | 준결승전 | 준결승전 |  |  | 결승전 | 결승전 |
|  |                           |                          |                         |       |            |            |                           |                           |          |          |  |  |        |        |
|  | 6월 26일 - 포트엘리자베스 |                          |                         |       |            |            |                           |                           |          |          |  |  |        |        |
|  |                           |                          |                         |       |            |            |                           |                           |          |          |  |  |        |        |
|  | 우루과이                  | 2                        |                         |       |            |            |                           |                           |          |          |  |  |        |        |
|  | 우루과이                  | 2                        | 7월 2일 - 요하네스버그  |       |            |            |                           |                           |          |          |  |  |        |        |
|  | 대한민국                  | 1                        |                         |       |            |            |                           |                           |          |          |  |  |        |        |
|  | 대한민국                  | 1                        | 우루과이 (승)           | 1 (4) |            |            |                           |                           |          |          |  |  |        |        |
|  | 6월 26일 - 루스텐버그     |                          | 우루과이 (승)           | 1 (4) |            |            |                           |                           |          |          |  |  |        |        |
|  |                           | 가나                     | 1 (2)                   |       |            |            |                           |                           |          |          |  |  |        |        |
|  | 미국 (연)                 | 가나                     | 1 (2)                   | 1     |            |            |                           |                           |          |          |  |  |        |        |
|  | 미국 (연)                 |                          | 7월 6일 - 케이프타운    | 1     |            |            |                           |                           |          |          |  |  |        |        |
|  | 가나                      | 2                        |                         |       |            |            |                           |                           |          |          |  |  |        |        |
|  | 가나                      | 2                        | 우루과이                | 2     |            |            |                           |                           |          |          |  |  |        |        |
|  | 6월 28일 - 더반           |                          | 우루과이                | 2     |            |            |                           |                           |          |          |  |  |        |        |
|  |                           | 네덜란드                 | 3                       |       |            |            |                           |                           |          |          |  |  |        |        |
|  | 네덜란드                  | 네덜란드                 | 3                       | 2     |            |            |                           |                           |          |          |  |  |        |        |
|  | 네덜란드                  | 7월 2일 - 포트엘리자베스 |                         | 2     |            |            |                           |                           |          |          |  |  |        |        |
|  | 슬로바키아                | 1                        |                         |       |            |            |                           |                           |          |          |  |  |        |        |
|  | 슬로바키아                | 1                        | 네덜란드                | 2     |            |            |                           |                           |          |          |  |  |        |        |
|  | 6월 28일 - 요하네스버그   |                          | 네덜란드                | 2     |            |            |                           |                           |          |          |  |  |        |        |
|  |                           | 브라질                   | 1                       |       |            |            |                           |                           |          |          |  |  |        |        |
|  | 브라질                    | 브라질                   | 1                       | 3     |            |            |                           |                           |          |          |  |  |        |        |
|  | 브라질                    |                          | 7월 11일 - 요하네스버그 | 3     |            |            |                           |                           |          |          |  |  |        |        |
|  | 칠레                      | 0                        |                         |       |            |            |                           |                           |          |          |  |  |        |        |
|  | 칠레                      | 0                        | 네덜란드(연)            | 0     |            |            |                           |                           |          |          |  |  |        |        |
|  | 6월 27일 - 요하네스버그   |                          | 네덜란드(연)            | 0     |            |            |                           |                           |          |          |  |  |        |        |
|  |                           | 스페인                   | 1                       |       |            |            |                           |                           |          |          |  |  |        |        |
|  | 아르헨티나                | 스페인                   | 1                       | 3     |            |            |                           |                           |          |          |  |  |        |        |
|  | 아르헨티나                | 7월 3일 - 케이프타운     |                         | 3     |            |            |                           |                           |          |          |  |  |        |        |
|  | 멕시코                    | 1                        |                         |       |            |            |                           |                           |          |          |  |  |        |        |
|  | 멕시코                    | 1                        | 아르헨티나              | 0     |            |            |                           |                           |          |          |  |  |        |        |
|  | 6월 27일 - 블룸폰테인     |                          | 아르헨티나              | 0     |            |            |                           |                           |          |          |  |  |        |        |
|  |                           | 독일                     | 4                       |       |            |            |                           |                           |          |          |  |  |        |        |
|  | 독일                      | 독일                     | 4                       | 4     |            |            |                           |                           |          |          |  |  |        |        |
|  | 독일                      |                          | 7월 7일 - 더반          | 4     |            |            |                           |                           |          |          |  |  |        |        |
|  | 잉글랜드                  | 1                        |                         |       |            |            |                           |                           |          |          |  |  |        |        |
|  | 잉글랜드                  | 1                        | 독일                    | 0     |            |            |                           |                           |          |          |  |  |        |        |
|  | 6월 29일 - 프리토리아     |                          | 독일                    | 0     |            |            |                           |                           |          |          |  |  |        |        |
|  |                           | 스페인                   | 1                       |       | 3위 결정전 | 3위 결정전 |                           |                           |          |          |  |  |        |        |
|  | 파라과이 (승)             | 스페인                   | 1                       | 0 (5) | 3위 결정전 | 3위 결정전 |                           |                           |          |          |  |  |        |        |
|  | 파라과이 (승)             | 7월 3일 - 요하네스버그   | 7월 3일 - 요하네스버그  | 0 (5) |            |            | 7월 10일 - 포트엘리자베스 | 7월 10일 - 포트엘리자베스 |          |          |  |  |        |        |
|  | 일본                      | 7월 3일 - 요하네스버그   | 7월 3일 - 요하네스버그  | 0 (3) |            |            | 7월 10일 - 포트엘리자베스 | 7월 10일 - 포트엘리자베스 |          |          |  |  |        |        |
|  | 일본                      | 파라과이                 | 0                       | 0 (3) | 독일       | 3          |                           |                           |          |          |  |  |        |        |
|  | 6월 29일 - 케이프타운     | 파라과이                 | 0                       |       | 독일       | 3          |                           |                           |          |          |  |  |        |        |
|  |                           | 스페인                   | 1                       |       | 우루과이   | 2          |                           |                           |          |          |  |  |        |        |
|  | 스페인                    | 스페인                   | 1                       | 1     | 우루과이   | 2          |                           |                           |          |          |  |  |        |        |
|  | 스페인                    |                          |                         | 1     |            |            |                           |                           |          |          |  |  |        |        |
|  | 포르투갈                  | 0                        |                         |       |            |            |                           |                           |          |          |  |  |        |        |
|  | 포르투갈                  | 0                        |                         |       |            |            |                           |                           |          |          |  |  |        |        |

#### 16강전
16강전에서는 각 조 (A조-H조)의 1위를 차지한 국가들이 옆조의 2위를 차지한 국가와 맞대결을 펼쳤다.
- 16강전에서는 남아메리카 국가들의 강세가 두드러졌는데, 브라질은 남아메리카의 이웃국인 칠레를 격파하고 8강에 진출하였다.
- 독일은 잉글랜드를 4-1로 이겨 그들에게 FIFA 월드컵 본선 역사상 최다 점수차 패배를 안겼다.[72][73] 이 경기는 FIFA 월드컵 본선에서 벌어진 이 두 라이벌 국가들간의 라이벌전에서 정규 시간 내에 승부가 난 경기로, 이전 3번의 맞대결 모두 90분이 지난 시점에 승부가 나지 않았고, 2경기는 연장전에서, 나머지 1경기는 승부차기에서 승부가 났었다.
- 가나는 미국을 이기고 1990년의 카메룬과 2002년의 세네갈에 이어 8강에 오른 3번째 아프리카 국가로 기록되었고, 8강 진출과 16강 진출 (2006년에 달성)의 성적을 기록한 유일한 아프리카 국가가 되었다.
- 파라과이와 가나가 사상 처음으로 8강에 진출하였다.

16강에서는 다음과 같은 논란이 될 심판 판정이 몇 차례 나왔다:
- 독일이 잉글랜드를 4-1로 격파한 경기에서 프랭크 램퍼드의 슛이 텔레비전 방송 되돌려보기를 통해 득점선을 넘은 것으로 보였지만, 골이 취소되었다.
- 아르헨티나가 멕시코를 3-1로 이긴 경기에서 아르헨티나 공격수 카를로스 테베스가 경기장에서 득점 후에 보여주기도 한 텔레비전 방송 되돌려보기를 통해 오프사이드 위치에서 공을 받은 것으로 보였다.

제프 블라터 FIFA 회장은 이례적으로 불리한 판정의 피해자가 된 잉글랜드와 멕시코에 이례적인 사과를 다음과 같이 전했다: "어제, 두 협회에 주심의 판정 실수에 관해 직접 말을 건넸습니다 [...] 저는 잉글랜드와 멕시코에 사죄했습니다. 잉글랜드는 감사를 표하였고, 이길수도 질수도 있다고 인정했으며, 멕시코도 판정을 겸허히 받아들이고 수긍했습니다."
블라터는 또한 득점 상황을 주시하며 즉시 주심에게 알릴 수 있는 장치에 대한 토론을 재개할 것을 약속하며 다음과 같이 입을 열었다: "우리는 회의를 열어 빠르면 7월에 열릴 모임에서 기술에 대해 상의해 보겠습니다." 제롬 발케 FIFA 사무총장이 득점 판독 및 비디오 판독이 IFAB의 투표에 따라 기각한다고 밝힌지 4달도 안 되어 블라터가 말을 꺼낸 것이었다.
| 우루과이         | 2 – 1  | 대한민국   |
| ---------------- | ------ | ---------- |
| 수아레스 8′, 80′ | 리포트 | 68′ 이청용 |

| 미국                  | 1 – 2 (연장전) | 가나                 |
| --------------------- | -------------- | -------------------- |
| 도너번 62′ (페널티골) | 리포트         | 5′ 보아텡 · 93′ 기안 |

| 독일                                      | 4 – 1  | 잉글랜드 |
| ----------------------------------------- | ------ | -------- |
| 클로제 20′ · 포돌스키 32′ · 뮐러 67′, 70′ | 리포트 | 37′ 업슨 |

| 아르헨티나                   | 3 – 1  | 멕시코         |
| ---------------------------- | ------ | -------------- |
| 테베스 26′, 52′ · 이과인 33′ | 리포트 | 71′ 에르난데스 |

| 네덜란드                  | 2 – 1  | 슬로바키아              |
| ------------------------- | ------ | ----------------------- |
| 로번 18′ · 스네이더르 84′ | 리포트 | 90+4′ (페널티골) 비테크 |

| 브라질                                      | 3 – 0  | 칠레 |
| ------------------------------------------- | ------ | ---- |
| 주앙 34′ · 루이스 파비아누 38′ · 호비뉴 59′ | 리포트 |      |

| 파라과이                                         | 0 – 0 (연장전) | 일본                          |
| ------------------------------------------------ | -------------- | ----------------------------- |
|                                                  | 리포트         |                               |
| 승부차기                                         |                |                               |
| 바레토 · 바리오스 · 리베로스 · 발데스 · 카르도소 | 5 – 3          | 엔도 · 하세베 · 고마노 · 혼다 |

| 스페인   | 1 – 0  | 포르투갈 |
| -------- | ------ | -------- |
| 비야 63′ | 리포트 |          |

#### 8강전
3차례 벌어진 유럽 국가와 남아메리카 국가간의 맞대결은 모두 유럽 국가의 승리로 끝났다. 독일은 아르헨티나를 4-0으로 해체하였고, 네덜란드는 브라질에 2-1 역전승을 거두어, 브라질에게 1950년 우루과이가 최종전에서 2-1로 이긴 이후 비유럽 무대에서의 첫 패배를 안겨다 주었다. 스페인은 파라과이를 1-0으로 이기고 1950년 이래 처음으로 상위 4개국 자리에 도달하였다. 우루과이는 준결승전에 진출한 유일한 남아메리카 국가로 루이스 수아레스가 골문 앞에서 손으로 막아내기까지 하면서 논란이 수반되었지만, 가나와 1-1로 연장전까지 동률을 이룬 뒤 승부차기로 따돌렸다. 그리고 8강전에서 파라과이-스페인 양팀이 모두 페널티킥을 막는 기록이 나왔다.
| 네덜란드                         | 2 – 1  | 브라질     |
| -------------------------------- | ------ | ---------- |
| 멜루 53′ (자책골) 스네이더르 68′ | 리포트 | 10′ 호비뉴 |

| 우루과이                                            | 1 – 1 (연장전) | 가나                            |
| --------------------------------------------------- | -------------- | ------------------------------- |
| 포를란 55′                                          | 리포트         | 45+2′ 문타리                    |
| 승부차기                                            |                |                                 |
| 포를란 · 빅토리노 · 스코티 · M. 페레이라 · 아브레우 | 4 – 2          | 기안 · 아피아 · 멘사 · 아디이아 |

| 아르헨티나 | 0 – 4  | 독일                                       |
| ---------- | ------ | ------------------------------------------ |
|            | 리포트 | 3′ 뮐러 · 68′, 89′ 클로제 · 74′ 프리드리히 |

| 파라과이 | 0 – 1  | 스페인   |
| -------- | ------ | -------- |
|          | 리포트 | 83′ 비야 |

#### 준결승전
네덜란드는 우루과이전 승리로 3번째 FIFA 월드컵 결승 진출에 성공하였다. 스페인은 독일을 1-0으로 이기고 사상 첫 결승 진출을 달성하였다. 그 결과, FIFA 월드컵 역사상 처음으로 브라질, 이탈리아, 독일, 혹은 아르헨티나 중 한 나라도 없는 결승전이 성사되었다.
| 우루과이                       | 2 – 3  | 네덜란드                                          |
| ------------------------------ | ------ | ------------------------------------------------- |
| 포를란 41′ · M. 페레이라 90+2′ | 리포트 | 18′ 판 브론크호르스트 · 70′ 스네이더르 · 73′ 로번 |

| 독일 | 0 – 1  | 스페인   |
| ---- | ------ | -------- |
|      | 리포트 | 73′ 푸욜 |

#### 3위 결정전
독일은 우루과이를 3-2로 이기고 3위를 차지했다. 독일은 FIFA 월드컵에서 최다 3위 기록 (4회) 을 가져갔고, 우루과이도 최다 4위 기록 (3회) 을 가져갔다.
| 우루과이                | 2 – 3  | 독일                             |
| ----------------------- | ------ | -------------------------------- |
| 카바니 28′ · 포를란 51′ | 리포트 | 19′ 뮐러 · 56′ 얀센 · 82′ 케디라 |

#### 결승전
결승전은 2010년 7월 11일, 요하네스버그의 사커 시티에서 열렸다. 스페인은 안드레스 이니에스타의 연장전 결승골에 힘입어 네덜란드를 1-0으로 물리쳤다. 이니에스타의 득점은 116분에 기록되었는데, 이는 FIFA 월드컵 결승전 역사상 가장 늦게 터진 결승골이었다. 이 경기에서 승리를 거둔 스페인은 사상 첫 FIFA 월드컵을 우승하고 이 대회를 우승한 8번째 국가로 기록되었다. 또한 스페인은 1958년의 브라질 이래 원정에서 첫 우승을 거둔 최초의 국가가 되었다.
결승전 경기에서는 많은 반칙이 범해졌다. 하워드 웹 주심은 14번의 경고령을 내렸는데, 이전의 결승전 중 종전 기록을 지녔던 1986년에 아르헨티나와 서독이 도합 6번 경고를 받은 것과 비교해보면 2배 이상의 수치였고, 네덜란드의 욘 헤이팅아는 두 번의 경고로 퇴장당했다. 네덜란드는 몇 차례의 득점 기회를 잡았는데, 특히 60분에 아르연 로번은 베슬레이 스네이더르의 공을 받아 스페인 수문장 이케르 카시야스와 1대1로 대면했지만, 카시야스가 다리를 쭉 뻗어서야 막아낼 수 있었다. 스페인의 경우도 세르히오 라모스가 견제 받지 않은 상황에서 코너킥을 머리로 연결했지만 빗나갔다. 연장전에 침묵을 깬 주인공은 이니에스타로, 세스크 파브레가스의 패스를 원 터치 트래핑 후 하프 발리로 득점하였다.
그 결과 같은 대륙의 두 다른 국가가 FIFA 월드컵을 (이탈리아의 2006년 우승에 이어) 연속해서 우승하는 사례가 나왔고, 유럽이 차지한 FIFA 월드컵 우승 횟수를 10회로 늘려 9회의 남아메리카 우승 횟수를 앞질렀다. 스페인은 1974년의 서독 이래 UEFA 유럽 축구 선수권 대회를 우승한 뒤 FIFA 월드컵을 우승한 최초의 국가가 되었다. 이 경기를 통해 유럽은 최초로 유럽 밖에서 FIFA 월드컵 결승전에서 승리한 국가를 배출하였다.
결승전을 앞두고 가수 샤키라를 앞세운 폐막식이 거행되었다. 이후, 넬슨 만델라 전 남아프리카 공화국 대통령이 모터카트를 타고 그라운드에 출현했었다.
| 네덜란드 | 0 – 1 (연장전) | 스페인          |
| -------- | -------------- | --------------- |
|          | 리포트         | 116′ 이니에스타 |

## 우승국
| 2010년 FIFA 월드컵 |
| ------------------ |
| 스페인 1번째 우승  |

## 통계

### 득점 선수
모든 득점자의 명단을 보려면 2010년 FIFA 월드컵 선수 득점 순위를 참고하십시오
남아프리카 공화국의 윙어 시피웨 차발랄라가 대회 첫 득점자로, 멕시코와 1-1로 비긴 대회 개막전에서 득점하였다. 덴마크의 수비수 다닐 아게르가 대회 첫 자책골을 기록했는데, 이 경기에서 그의 팀은 0-2로 네덜란드에 패하였다. 아르헨티나 공격수 곤살로 이과인은 이 대회에서 해트트릭을 완성한 유일한 선수로, 아르헨티나가 대한민국에 4-1로 이긴 경기에서 기록하였다. 그의 해트트릭은 FIFA 월드컵 역사상 49번째 해트트릭으로 기록되었다.
스페인은 8골로 최저 득점을 기록한 FIFA 월드컵 우승국으로 기록되었다. 종전 기록은 11골로, 1994년의 브라질과 1966년의 잉글랜드, 그리고 1938년의 이탈리아가 보유했었다. 스페인은 FIFA 월드컵 역사상 최소 득점자 수로 우승을 거두었다. (5골을 득점한 비야, 2골을 득점한 이니에스타, 그리고 1골을 득점한 푸욜로 총 3명이다.) 스페인은 또한 최소 실점 (2골) 을 기록한 우승국으로도 기록되었으며, 기록을 이탈리아 (2006년) 와 프랑스 (1998) 와 공유했다. 스페인은 이번 대회 우승으로 FIFA 월드컵 토너먼트전에서 무실점으로 우승을 거둔 최초의 국가로 기록되기도 했다.
최다 득점의 기록한 4명이 5골로 동률을 기록하였다. 또한 이 4명이 4강에 들은 4개국인 스페인, 네덜란드, 독일, 그리고 우루과이에서 한명씩 나왔다. 골든 슈는 3도움으로 나머지 3명의 경쟁자보다 이 기록에서 앞선 독일의 토마스 뮐러가 가져갔다. 실버 슈는 635분을 출전한 스페인의 다비드 비야 몫이 되었고, 브론즈 슈는 652분을 출전한 네덜란드의 베슬레이 스네이더르가 가져갔다. 우루과이의 디에고 포를란은 654분 출전해 5골 1도움을 기록했다. 그 밑으로 3명의 선수가 4골을 기록하였다.
2010년 남아프리카 공화국 대회에서 불과 145골이 터졌는데, 이는 현재의 64경기 형식으로 개정한 이래 최소치이다. 12년 전 처음 64경기 형식을 도입한 이래 총 득점 횟수가 감소하는 경향은 계속되었는데, 1998년 프랑스 대회에서는 171골, 2002년 한국/일본 대회에서는 161골, 2006년 독일 대회에서는 147골이 터졌다.

### 경고
28명의 선수들이 출장 정지 징계를 받았는데, 이 중 13명의 선수가 2번의 다른 경기에서 경고를 받았고, 8명의 선수에 퇴장 명령이 내려졌고, 7명의 선수는 경고 누적으로 퇴장당했었다.

### 수상
- 골든 볼:  디에고 포를란 (우루과이)[2]
- 골든 슈:  토마스 뮐러 (독일)[84]
- 골든 글러브:  이케르 카시야스 (스페인)[4]
- 최우수 신인 선수상:  토마스 뮐러 (독일)[3]
- FIFA 페어 플레이 트로피:  스페인[85]

### 올스타 팀
FIFA는 사상 처음으로 공식 올스타 팀을 선정하지 않았고, 온라인 공개 투표를 통해 드림팀을 정할 수 있게 만들었다. 투표는 팀을 꾸리고 (4-4-2 포메이션 형태로) 최고 감독을 선택하는 방식이었다; 투표는 2010년 7월 11일 23시 59분까지 진행되었고, 선정된 선수들은 상을 받았다.
이 팀에 든 11명의 선수들 중 6명이 스페인 국가대표 선수들이었고, 감독도 스페인 감독이었다. 나머지 팀원들은 독일인 2명, 브라질인, 네덜란드인, 그리고 우루과이인이 각각 1명씩 들어갔다.
- 골키퍼:  이케르 카시야스 (스페인)
- 수비수:  세르히오 라모스 (스페인),  카를레스 푸욜 (스페인),  마이콩 (브라질),  필리프 람 (독일)
- 미드필더:  안드레스 이니에스타 (스페인),  차비 (스페인),  바스티안 슈바인슈타이거 (독일),  베슬레이 스네이더르 (네덜란드)
- 공격수:  디에고 포를란 (우루과이),  다비드 비야 (스페인)
- 감독:  비센테 델 보스케 (스페인)

## 최종 순위
결승전 이후, FIFA는 대회에 참가한 국가들의 최종 순위를 발표하였다. 순위는 대회에서 진출한 라운드, 전체적 결과와 상대와의 결과 비교를 반영한 것이다. 모든 32개국의 순위는 FIFA의 조건에 따라 나열되었다. 최종 순위는 다음과 같다:
| 순                 | 팀                | 조 | 전 | 승 | 무 | 패 | 득 | 실 | 차  | 점 |
| ------------------ | ----------------- | -- | -- | -- | -- | -- | -- | -- | --- | -- |
| 1                  | 스페인            | H  | 7  | 6  | 0  | 1  | 8  | 2  | +6  | 18 |
| 2                  | 네덜란드          | E  | 7  | 6  | 0  | 1  | 12 | 6  | +5  | 18 |
| 3                  | 독일              | D  | 7  | 5  | 0  | 2  | 16 | 5  | +9  | 15 |
| 4                  | 우루과이          | A  | 7  | 3  | 2  | 2  | 11 | 8  | +3  | 11 |
| 8강전에서 탈락     |                   |    |    |    |    |    |    |    |     |    |
| 5                  | 아르헨티나        | B  | 5  | 4  | 0  | 1  | 10 | 6  | +4  | 12 |
| 6                  | 브라질            | G  | 5  | 3  | 1  | 1  | 9  | 4  | +5  | 10 |
| 7                  | 가나              | D  | 5  | 2  | 2  | 1  | 5  | 4  | +1  | 8  |
| 8                  | 파라과이          | F  | 5  | 1  | 3  | 1  | 3  | 2  | +1  | 6  |
| 16강전에서 탈락    |                   |    |    |    |    |    |    |    |     |    |
| 9                  | 일본              | E  | 4  | 2  | 1  | 1  | 4  | 2  | +2  | 7  |
| 10                 | 칠레              | H  | 4  | 2  | 0  | 2  | 3  | 5  | −2  | 6  |
| 11                 | 포르투갈          | G  | 4  | 1  | 2  | 1  | 7  | 1  | +6  | 5  |
| 12                 | 미국              | C  | 4  | 1  | 2  | 1  | 5  | 5  | 0   | 5  |
| 13                 | 잉글랜드          | C  | 4  | 1  | 2  | 1  | 3  | 5  | −2  | 5  |
| 14                 | 멕시코            | A  | 4  | 1  | 1  | 2  | 4  | 5  | −1  | 4  |
| 15                 | 대한민국          | B  | 4  | 1  | 1  | 2  | 6  | 8  | −2  | 4  |
| 16                 | 슬로바키아        | F  | 4  | 1  | 1  | 2  | 5  | 7  | −2  | 4  |
| 조별 리그에서 탈락 |                   |    |    |    |    |    |    |    |     |    |
| 17                 | 코트디부아르      | G  | 3  | 1  | 1  | 1  | 4  | 3  | +1  | 4  |
| 18                 | 슬로베니아        | C  | 3  | 1  | 1  | 1  | 3  | 3  | 0   | 4  |
| 19                 | 스위스            | H  | 3  | 1  | 1  | 1  | 1  | 1  | 0   | 4  |
| 20                 | 남아프리카 공화국 | A  | 3  | 1  | 1  | 1  | 3  | 5  | −2  | 4  |
| 21                 | 오스트레일리아    | D  | 3  | 1  | 1  | 1  | 3  | 6  | −3  | 4  |
| 22                 | 뉴질랜드          | F  | 3  | 0  | 3  | 0  | 2  | 2  | 0   | 3  |
| 23                 | 세르비아          | D  | 3  | 1  | 0  | 2  | 2  | 3  | −1  | 3  |
| 24                 | 덴마크            | A  | 3  | 1  | 0  | 2  | 3  | 6  | −3  | 3  |
| 25                 | 그리스            | B  | 3  | 1  | 0  | 2  | 2  | 5  | −3  | 3  |
| 26                 | 이탈리아          | F  | 3  | 0  | 2  | 1  | 4  | 5  | −1  | 2  |
| 27                 | 나이지리아        | B  | 3  | 0  | 1  | 2  | 3  | 5  | −2  | 1  |
| 28                 | 알제리            | C  | 3  | 0  | 1  | 2  | 0  | 2  | −2  | 1  |
| 29                 | 프랑스            | A  | 3  | 0  | 1  | 2  | 1  | 4  | −3  | 1  |
| 30                 | 온두라스          | H  | 3  | 0  | 1  | 2  | 0  | 3  | −3  | 1  |
| 31                 | 카메룬            | E  | 3  | 0  | 0  | 3  | 2  | 5  | −3  | 0  |
| 32                 | 북한              | G  | 3  | 0  | 0  | 3  | 1  | 12 | −11 | 0  |

## 상징

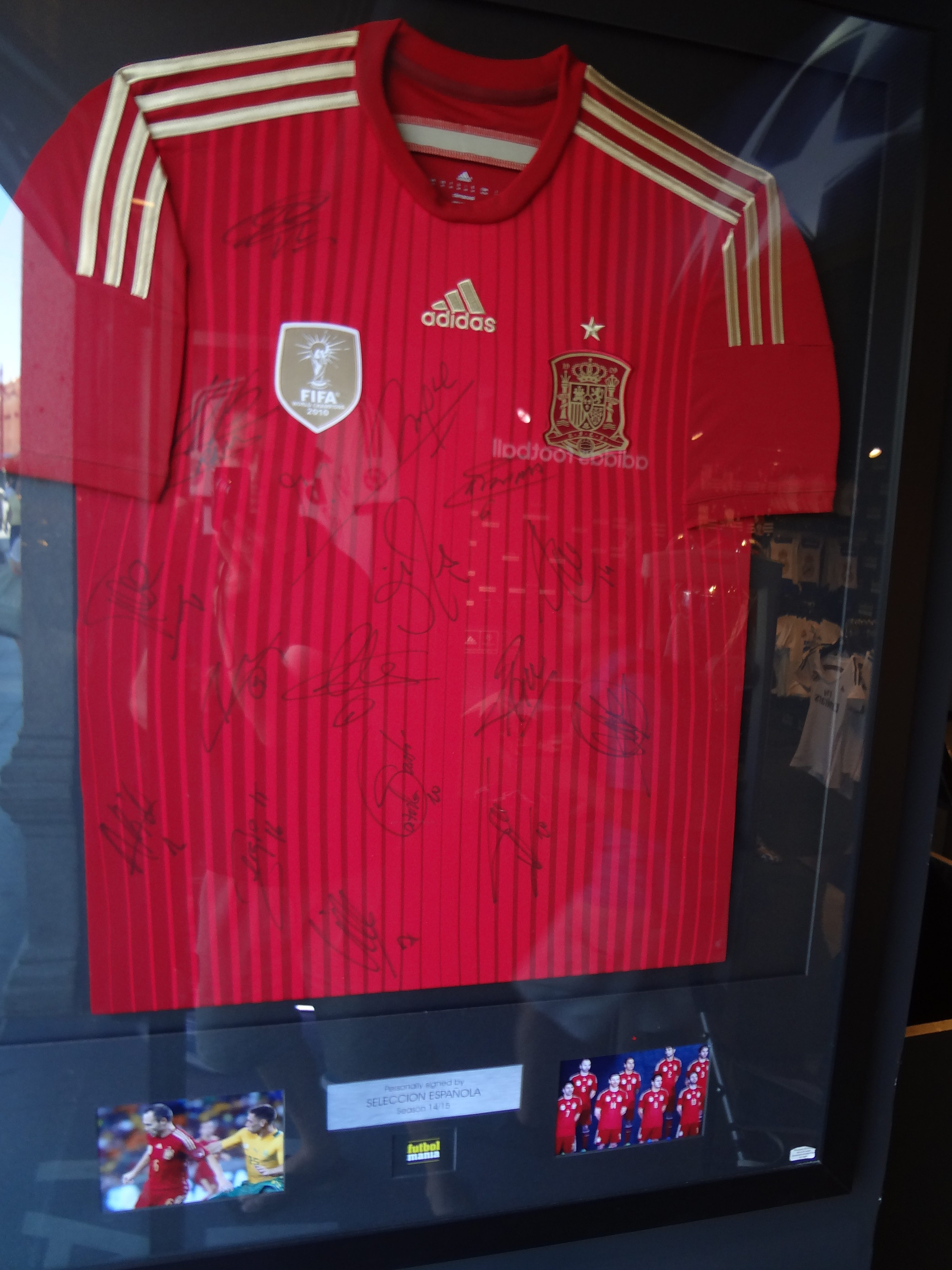
마드리드에 전시된 FIFA 월드컵 우승 주역들 서명으로 뒤덮인 스페인 국가대표팀의 2014년 유니폼

### 마스코트
2010년 FIFA 월드컵의 공식 마스코트는 자쿠미로, 머리카락이 녹색인 의인화한 아프리카 표범이며, 2008년 9월 22일에 첫선을 보였다. 그의 이름은 국제 기호로 남아프리카 공화국을 뜻하는 "자" (ZA) 와 다수의 아프리카의 언어에서 "10"을 뜻하는 "쿠미"를 합성한 것이었다. 마스코트의 색상은 국가대표팀 홈 유니폼의 색상인 황색과 녹색에서 따왔다.

### 공식 주제곡
2010년 FIFA 월드컵의 공식 주제곡은 "와카 와카"로 콜롬비아 출신 가수 사키라와 남아프리카 공화국의 프레실리그라운드 그룹이 협력 공연하였고, 영어판과 스페인어판으로 모두 녹음되었다. 이 곡은 전통적인 아프리카 군가 "잔갈레와"로부터 영감을 받았다. 샤키라와 프레실리그라운드는 6월 10일 소웨토의 대회전 콘서트에서 공연하였다. 이 곡은 6월 11일 개막식과 7월 11일 폐막식 공연에도 나왔다. 2010년 FIFA 월드컵의 또다른 공식 주제곡은 R. 켈리의 "승리의 표식"으로, 소웨토 영가단과 함께 개막식 공연에 나왔었다.

### 공인구
2010년 FIFA 월드컵의 공인구는 아디다스가 제조한 자블라니 (Jabulani) 로, 줄루어로 "모두에게 행복을 가져다주다"라는 뜻을 지니고 있다. 자블라니는 독일 스포츠 용품 업체가 제작한 FIFA 월드컵의 11번째 공인구이다; 자블라니는 11개의 색상으로 되어 있으며, 경기장 안의 팀원 수와 11개의 남아프리카 공화국 공식 언어를 의미한다. 요하네스버그의 결승전 전용으로 쓰일 공인구는 금색 패널로 따로 제작되었으며, 조'블라니 (Jo'bulani) 라는 명칭이 붙었다.
공인구는 최신의 설계를 적용하여 제작되었는데, 8개의 입체 패널이 열 접착으로 연결되었다. 이 패널은 에틸렌-비닐 아세테이트 (EVA) 와 열가소성 폴리우레탄 (TPU) 로 구체 형태로 제작되었다. 공의 표면은 홈을 지녀서 울퉁불퉁한데, 아디다스가 새로 도입한 그립앤그루브 (GripnGroove) 기술을 적용한 것으로, 공의 공기역학적 기능을 개선하기 위해 적용되었다. 이 공인구를 설계하기 위해 아디다스는 영국 러프버러 대학교의 연구원들과 협력하여 연구에 심혈을 기울였다. 공인구는 인도에서 제작된 고무 주머니, 대만에서 제작한 열가소성 폴리우레탄, 그리고 중화인민공화국에서 제조한 에틸렌-비닐 아세테이트, 등방성 폴리에스테르 / 면섬유, 접착제와 잉크로 중화인민공화국에서 조립되었다.
몇몇 정상급 선수들은 공의 이동 경로를 파악하기 어렵다며 새 공인구에 불만을 제기하였다. 줄리우 세자르 브라질 골키퍼는 골키퍼를 상대로 공격수들에게 유리한 "슈퍼마켓"에서나 팔 법한 공이라고 불평하였다. 디에고 마라도나 아르헨티나 감독은: "공이 제대로 날아가지 않으니까 이번 FIFA 월드컵에서 긴 패스 따위는 볼 수 없을 것이다."라고 평가하였다. 그러나 몇몇의 아디다스 후원을 받는 선수들은 공인구에 호의적인 반응을 보였다.

### 부부젤라

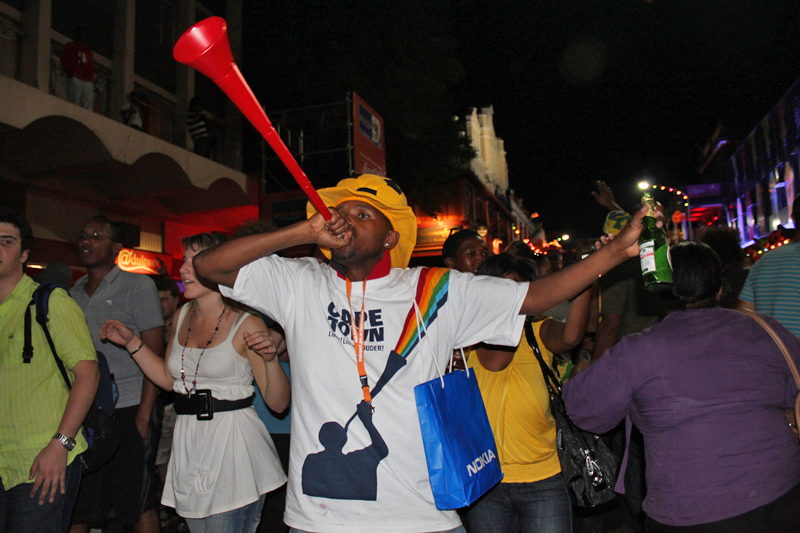
부부젤라를 부는 한 남자

2010년 FIFA 월드컵 본선은 경기 내내 팬들이 분 긴 나팔인 부부젤라가 국제적으로 큰 관심을 불러모았다. FIFA 월드컵의 참가자 다수는 부부젤라 나팔이 일으키는 소음에 불만을 제기하였고, 프랑스의 파트리스 에브라의 경우에는 자국이 형편 없는 성적을 거둔 것을 부부젤라에 탓을 돌렸다. 불만을 제기한 또다른 인물로는 리오넬 메시가 있었는데, 부부젤라의 소음이 경기장 내 선수들간의 소통을 방해한다고 불만을 표출했고, 방송사의 경우에도 소음에 해설가의 목소리가 묻힌다고 불평하였다
텔레비전 시청자도 경기장 구도를 통해 나타나는 것이라고는 부부젤라 밖에 없다고 불만을 토로하였고, 관중석 사람들의 자연적인 소리가 묻힌다고 덧붙였다. ESPN의 대표자와 다른 방송망 대표자들은 방송을 통해 전체적인 소리를 줄일 수 있도록 노력해 보겠다고 밝혔다. BBC도 부부젤라 소음 없는 방송을 제공할 방법을 물색하였다.

## 대회 효과

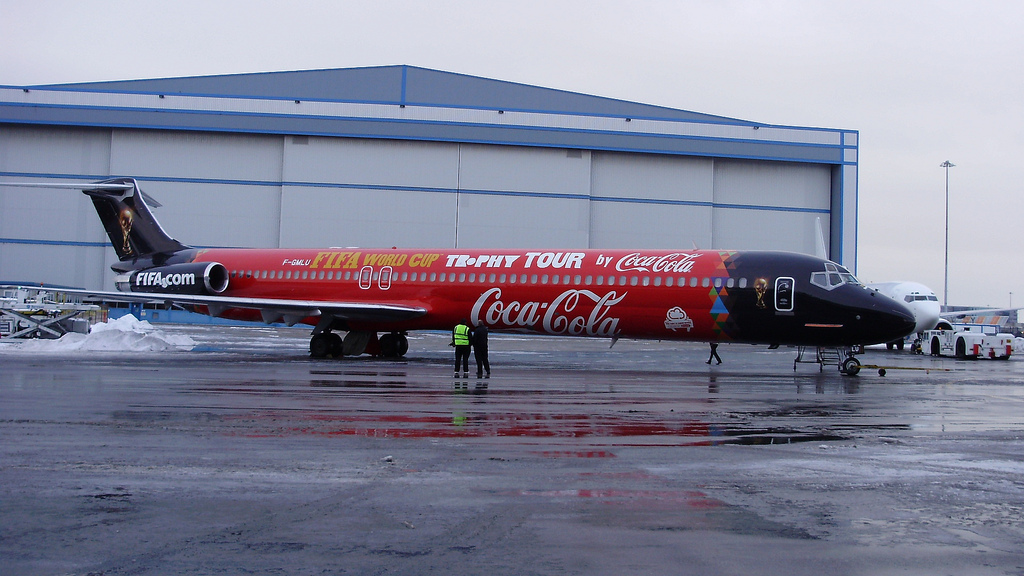
2010년, 코카-콜라가 랩핑된 FIFA 월드컵 트로피 투어 비행기

### 사회
대니 조던 대회 조직 위원회장은 2010년 1월 앙골라에서 일어난 토고 국가대표팀 공격 사건이 FIFA 월드컵 안전 문제와는 무관하다고 일축했다. FIFA 월드컵 기간 동안 방문객들을 대상으로 한 도난 사건이 보고되었다. 중화인민공화국, 포르투갈, 스페인, 대한민국, 일본, 그리고 콜롬비아의 여행객들이 범죄의 희생양이 되었다. 6월 19일, 잉글랜드와 알제리간의 경기 후, 팬 한명이 그린 포인트 스타디움의 FIFA가 채용한 안전 경비원을 따돌리고 잉글랜드 대표팀의 탈의실에 당도하기도 했다. 난입 사건은 윌리엄 왕자와 해리 왕자가 탈의실을 떠난 직후 발생하였다. 잉글랜드 축구 협회는 FIFA에 정식 항의서를 제출하여, 보안에 신경쓸 것을 요구하였다.

#### 퇴거 및 재정착

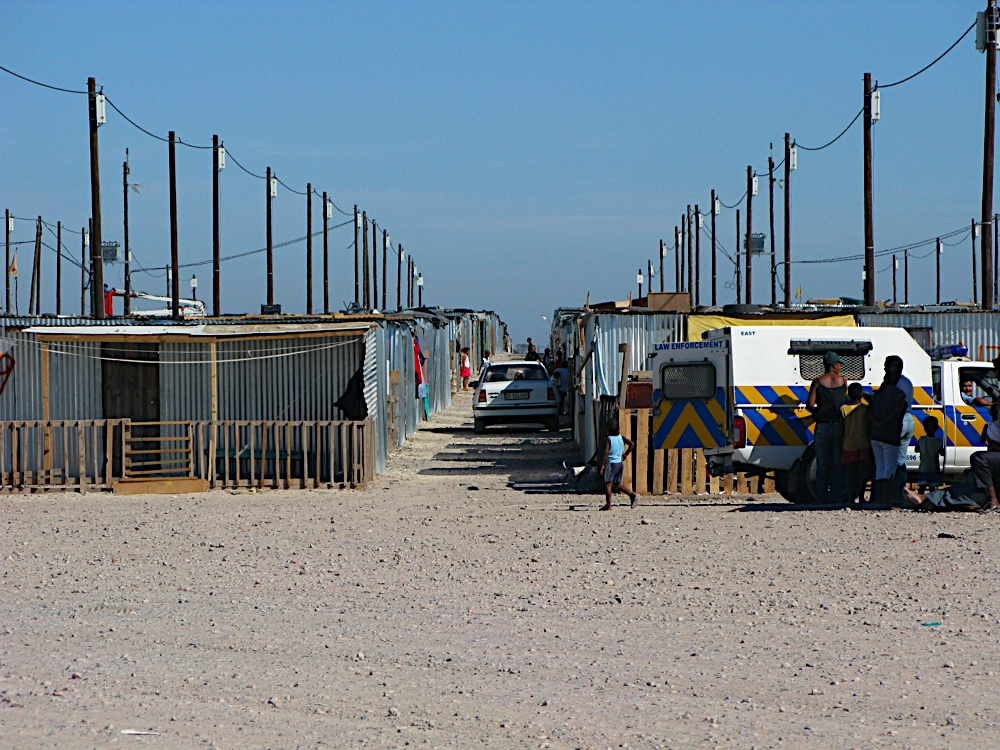
블리키스도프 퇴거민촌 순찰대

전세계적으로 '전형적인 행사'가 그렇듯이, 2010년 FIFA 월드컵도 다수가 말한 바와 같이 방문하는 여행객들을 위해 '도시를 미화한다'는 것과 오두막 거주자들을 숨기는 퇴거 문제로부터 자유롭지 않았다. 2009년 5월 14일, 더반을 기반으로 둔 오두막 거주자들의 아바랄리 베이스미온돌로 운동이 콰줄루-나탈 정부가 2010년 FIFA 월드컵 시작 시점까지 남아프리카 공화국의 빈민가를 없애고 집 없는 오두막 거주자들을 이동 거주촌으로 이주시키기 위해 시행하는 논란의 빈민가 활동 억제 및 예방 조항을 법정에 서게 했다.
FIFA 월드컵의 준비 과정에서 낳은 또다른 논란은 케이프타운의 N2 게이트웨이 시가지 프로젝트로, 붐비는 N2 고속도로 인근의 조 슬로보 임시 거주지에 상주하는 20,000명의 거주민들을 쫓고 그 자리에 임대 아파트와 다세대 주택을 2010년 FIFA 월드컵 개최 시기에 세우는 것이었다. 비정부단체, 국제 인권 위원회, 그리고 반퇴거 운동은 블리키스도프의 상황에 공개적으로 비판하였고, 거주촌이 2010년 FIFA 월드컵의 준비과정에서 빈민가들이 눌러 앉게 되었다고 덧붙였다.
하지만 일부는 남아프리카 공화국의 퇴거 현상은 흔히 발생하며, 대회 이전에 발생한 집단 퇴거의 경우에는 FIFA 월드컵에 그저 좀 지나치게 할당됐을 뿐이라는 의견도 있었다.

### 경제
몇몇 단체들은 FIFA가 대회 중계권에 관한 권한을 강화하려는 움직임으로 인해 계획된 스포츠 행사, 광고, 그리고 중계권에 관한 의문을 건넸다. 이에 영향을 받은 단체로는 국제 럭비 유니언 테스트 경기, 남아프리카 공화국 공항, 그리고 몇 TV 통신망이 영향을 받았으며, 이들 모두 FIFA 월드컵 조직위원회와 법정 논쟁에 휘말렸다.
대회 중에 단체 표 구매자들 중 일부는 배정된 표를 가지지 않아 대회 초반에 무려 11,000석의 빈 좌석이 나오기도 했다.
대회는 남아프리카 공화국에 대한 관점이 개선되었지만, 재정적으로 실망스러운 대회였다. 경기장 건설 비용과 기반 시설 확립에 €3.6B (£3B)의 비용이 들었고, 정부는 여행객의 증가로 €680M (£570M)의 수익을 예상했었다. 그러나, 309,000명의 외국인들이 남아프리카 공화국을 방문하는데 그쳐, 기대치였던 450,000명을 한참 밑돌았고, 수익은 €385M (£323M) 에 그쳤다.
지역 상인들은 식품이나 기념품을 FIFA 월드컵 경기장의 1.5km 반경 내에서 판매하는 것이 금지되었다. 반경 내에서 이 행위를 하려면 60,000 ZAR (€6,200 혹은 $7,888에 상응하는 수치)의 등록비를 FIFA에 지불해야 했다. 이 비용은 대부분 지역 상인들이 개개인으로 활동하는 상인들이었기에 감당할 비용이 아니었다. 이는 국제 방문객들이 남아프리카 공화국의 지역 음식을 경험하는 것을 막았다. 몇몇 지역 상인들은 상업적 이득을 얻기 위한 기회와 남아프리카 공화국 문화를 홍보할 기회가, 다국적 기업의 편에 선 단체에 막혔다고 박탈감을 표출했다.
제프 블라터 FIFA 회장은 대회에서 €2B (£2.24B)의 이득을 내 "남아프리카 공화국, 아프리카, 모두, 그리고 FIFA에 상업적으로 큰 성공"이라고 주장하였다.

### 질
2010년 12월 질적 평가에서, 제프 블라터 FIFA 회장은 남아프리카 공화국의 조직 성과를 10점 만점에 9점으로 평가하여 남아프리카 공화국이 향후 모든 대회의 대체안으로 평가될 수 있다고 주장하였다. 남아프리카 공화국의 질적 제어 단지 (SAQI)는 시설 공사, 대회 홍보, 그리고 조직을 도왔다. 대회의 주요 쟁점으로는 운송이 언급되었다.

## 대중 매체

### 중계

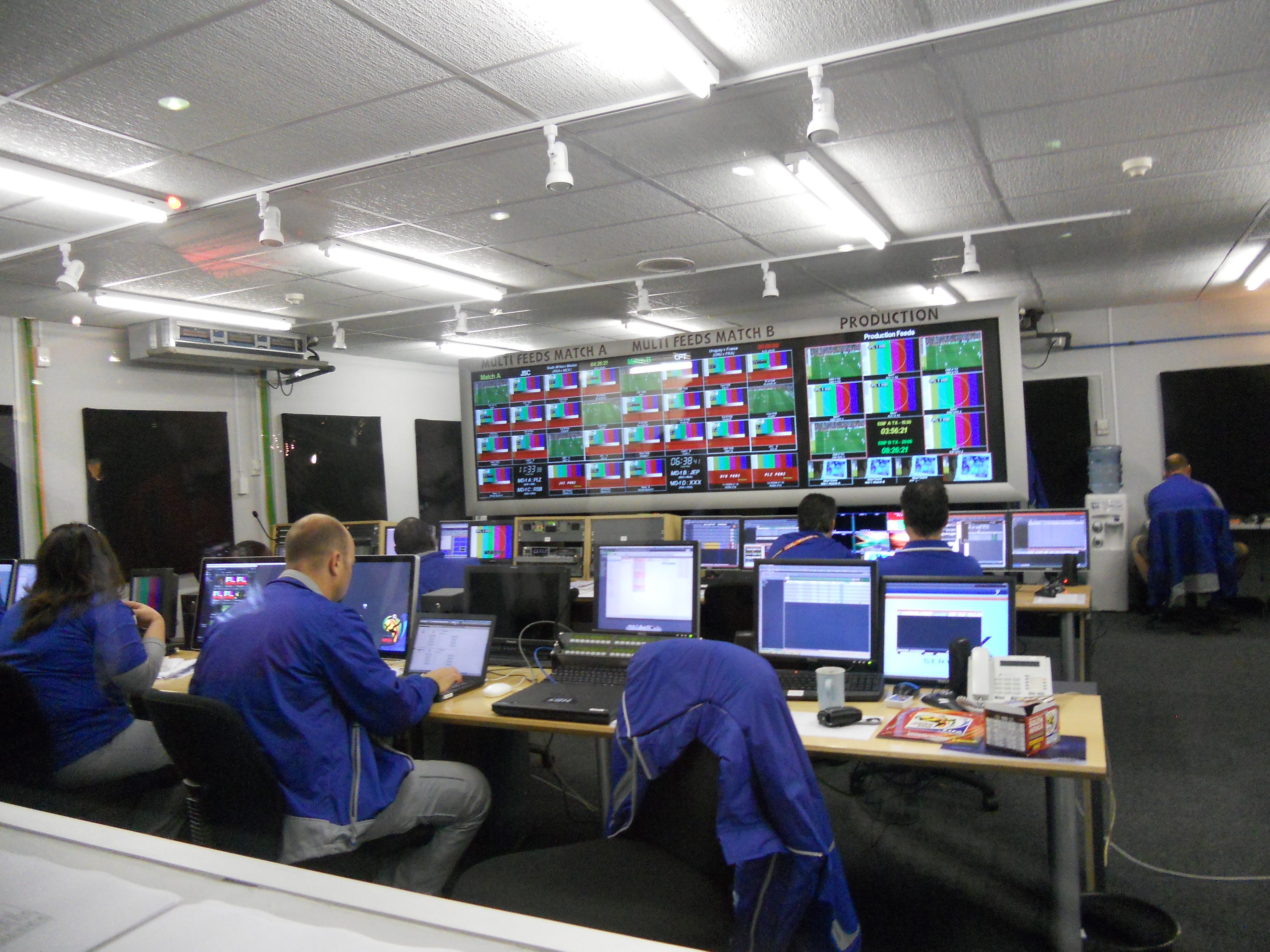
대회 당시 FIFA 국제 중계 센터 시설 내부

2010년 FIFA 월드컵은 텔레비전 역사상 최고 시청률을 기록할 대회로 예상되었다. 70여개국을 대표하는 100여개의 방송사가 텔레비전 시청자에게 대회 내용을 송출하였고, FIFA 공식관계자들은 경기당 약 4억명, 총 260억명이 경기를 시청할 것으로 예상하였다. FIFA는 7억명이 FIFA 월드컵 결승전을 시청할 것으로 예상했다.
디지털 매체의 새로운 중계 방식은 시청자들이 경기를 다른 방식으로도 볼 수 있게 했다. "휴대전화와 컴퓨터로 경기를 중계하면서, FIFA 월드컵은 여태까지 나오지 않은 수의 시청자들이 온라인으로 시청할 것입니다." 라고 AP의 제이크 코일 기자가 평하였다.
미국의 ABC, ESPN, 그리고 ESPN2에서 평균 2.1의 등급을 받았고, 2,288,000호의 3,261,000명의 시청자들이 FIFA 월드컵 64경기를 시청한 것으로 기록되었다. 등급은 2006년의 1.6에서 31퍼센트 증가한 수치였고, 기존의 1,735,000호, 2,316,000명에서 32퍼센트 시청자가 증가했다. 미국이 대회 조별 리그를 통과하면서 증가폭이 종전보다 가팔랐다. 처음 50경기동안의 등급은 48퍼센트이며, 가정수는 54퍼센트 증가하였고, 시청자 수는 60퍼센트가 증가하였다. 유니비전은 2,624,000명이 대회를 시청한 것으로 추산했는데, 이는 전 대회에 비해 17퍼센트 증가한 수치이며, 1,625,000호로, 11퍼센트 시청한 가정 수가 증가했다. 미국 시청률 조사 기업인 닐슨의 조사에 따르면, 양 방송사의 시청률을 도합하면 미국-가나 경기의 시청률은 "경이롭다"고 평하였다. ESPN3의 FIFA 월드컵 생중계는 역사상 최다 시청자를 끌어모았고, 중복 제외 740만의 시청자들이 경기를 시청했다. ESPN3는 9.42억분의 시청 시간을 기록하였고, 중복 시청자를 제외하고 2시간 이상의 시청을 기록자를 포함해 기록했다. 64경기를 모두 도합하여 평균 114,000명의 분당 시청자 수를 기록했다. 최고 수치를 기록한 경기는 스페인과 독일 간의 준결승전으로, 분당 355,000명의 시청자를 기록해 ESPN3 역사상 최고 시청률을 기록했다.

### 촬영
소니의 기술이 대회를 촬영하는데 활용되었다. 25경기가 입체 카메라로 중계되었다. 경기 영상이 소니가 등록한 다중 이미지 MPE-200 프로세서를 통해 입체로 촬영되었고, 특수 설계된 입체 방송 트럭에 의해 구성되었다. 이는 주력 기종인 HDC-1500 카메라와 신형 HDC-P1 모델이 사용되어 복합, 시점 (POV) 형 카메라와 3과 2/3인치 CCD 센서를 같이 사용했다. FIFA 입체 경기 영상은 개최국 방송망에 의해 제작되었다.

### 게임
소니의 플레이스테이션 홈은 2010년 FIFA 월드컵을 배경으로 하는 가상 현실 게임을 2009년 12월 3일 일본에 발매하였다. 가상 현실은 "피바아레나"로 불렸고, 2010년 FIFA 월드컵의 가상 경기장으로, 다양한 장소를 선보였고, FIFA 미니게임과 FIFA 관련 상점이 존재했다.
2010년 4월 27일, EA 스포츠는 공식 2010년 FIFA 월드컵 게임을 공식 발매하였다.

### FIFA 팬페스트
FIFA는 FIFA 팬페스트를 시드니, 부에노스 아이레스, 베를린, 파리, 로마, 히우 지 자네이루, 그리고 멕시코 시와, 남아프리카 공화국의 몇몇 개최지에 열었다. 더반 팬페스트는 남아프리카 공화국 내에서 가장 많은 인파를 불러모았고, 케이프타운 팬페스트가 뒤를 이었다.

## 스폰서십
2010년 FIFA 월드컵의 공식 스폰서십은 다음과 같다.
| FIFA 파트너                                                                 | FIFA 월드컵 스폰서                                                                               | 남아프리카 공화국 국내 스폰서                                                                              |
| --------------------------------------------------------------------------- | ------------------------------------------------------------------------------------------------ | --- |
| - 아디다스 - 코카콜라 - 에미레이트 항공 - 현대-기아자동차 - 소니 - 비자카드 | - 버드와이저 - 캐스트롤 - 콘티넨탈 AG - 맥도날드 - 마힌드라사티암 - MTN 그룹 - 세아라 - 잉리솔라 | - BP 사우스아프리카 - 아그레코 - 퍼스트 내셔널 뱅크 - 네오아프리카 - 남아프리카 공화국 여객철도공사 - 텔콤 |

## 같이 보기
- SBS의 2010년 FIFA 월드컵 독점 중계 논란
- 2010년 7월 캄팔라 테러 - 우간다 캄팔라에 일어난 폭탄 테러 사건으로 결승전이 열린 시각과 동시간에 일어났다.
- 2010년 FIFA 월드컵 공식 음반
- 문어 파울과 앵무새 마니 - 경기 결과를 예측한 동물들